# Recep Tayyip Erdoğan

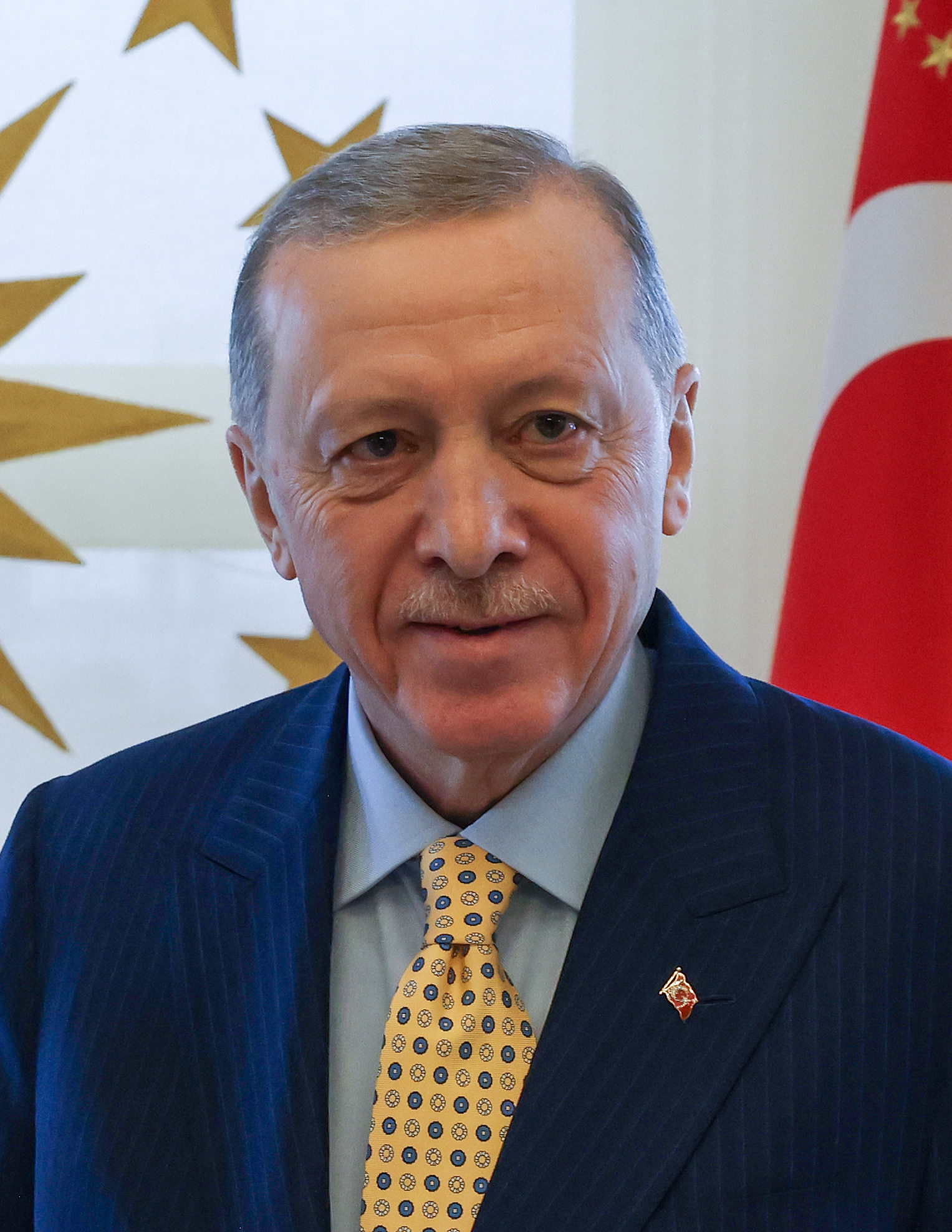
Recep Tayyip Erdoğan, 2024

Recep Tayyip Erdoğan [ɾɛˈd͡ʒɛp taˈjip ɛɾdoˈan] ⓘ (* 26. Februar 1954 in Istanbul) ist ein türkischer Politiker (AKP) und seit dem 28. August 2014 der zwölfte Präsident der Republik Türkei.
Von 1994 bis 1998 war er Oberbürgermeister von Istanbul. Im Jahr 1999 war er für vier Monate inhaftiert. Von 2001 bis 2014 war er und seit 2017 ist er wieder Vorsitzender der Adalet ve Kalkınma Partisi (AKP). Von 2003 bis 2014 war er Ministerpräsident der Türkei, zuletzt mit seinem dritten Kabinett. Durch das Verfassungsreferendum von 2017 wurde mit der Präsidentschafts- und Parlamentswahl im Juli 2018 ein Präsidialsystem in der Türkei eingeführt.
Nach einer anfänglichen Phase der Liberalisierung nahm Erdoğans Präsidentschaft zunehmend autoritäre Züge an. Laut Beobachtern war seine Amtszeit bis Mai 2023 von wirtschaftlichen Problemen geprägt. Seine Politik niedriger Zinssätze führte zu starkem Inflationsdruck und einer starken Abwertung der Lira. Rückläufige ausländische Investitionen und schwindende Devisenreserven belasteten die Wirtschaft weiter. Trotz möglicher Normalisierung im Falle seines Wahlsiegs blieben strukturelle Herausforderungen ungelöst. Die Opposition forderte eine Kursänderung, um Investitionen anzukurbeln und die Lira zu stabilisieren.
Wenige Jahre nachdem in Syrien ein Bürgerkrieg ausbrach, ließ Erdoğan im Jahr 2016 Nordsyrien besetzen. Infolgedessen wurde gegen die Türkei und insbesondere Erdoğan der Vorwurf erhoben, syrische Jesiden und syrische Kurden aus der Grenzregion zur Türkei zu vertreiben, um dort Araber anzusiedeln.

## Leben und Einstieg in die Politik

### Herkunft, Ausbildung und Familie
Erdoğan ist der Sohn von Ahmet und Tenzile Erdoğan. Er entstammt nach eigener Aussage einer aus Batumi immigrierten georgischen Familie aus Rize im Nordosten der Türkei, die sich in Istanbul niederließ. Der Vater war Seemann und arbeitete als Küstenschiffer und bei der Türkischen Küstenwache. Er benannte den Sohn nach seinem Geburtsmonat Recep, dem siebten Monat des islamischen Kalenders, und gab ihm den Namen Tayyip des Großvaters als zweiten Vornamen. Erdoğan wurde im alten Istanbuler Hafenviertel Kasımpaşa (Stadtteil Beyoğlu) geboren und wuchs mit drei Brüdern und einer Schwester dort und in Rize auf.

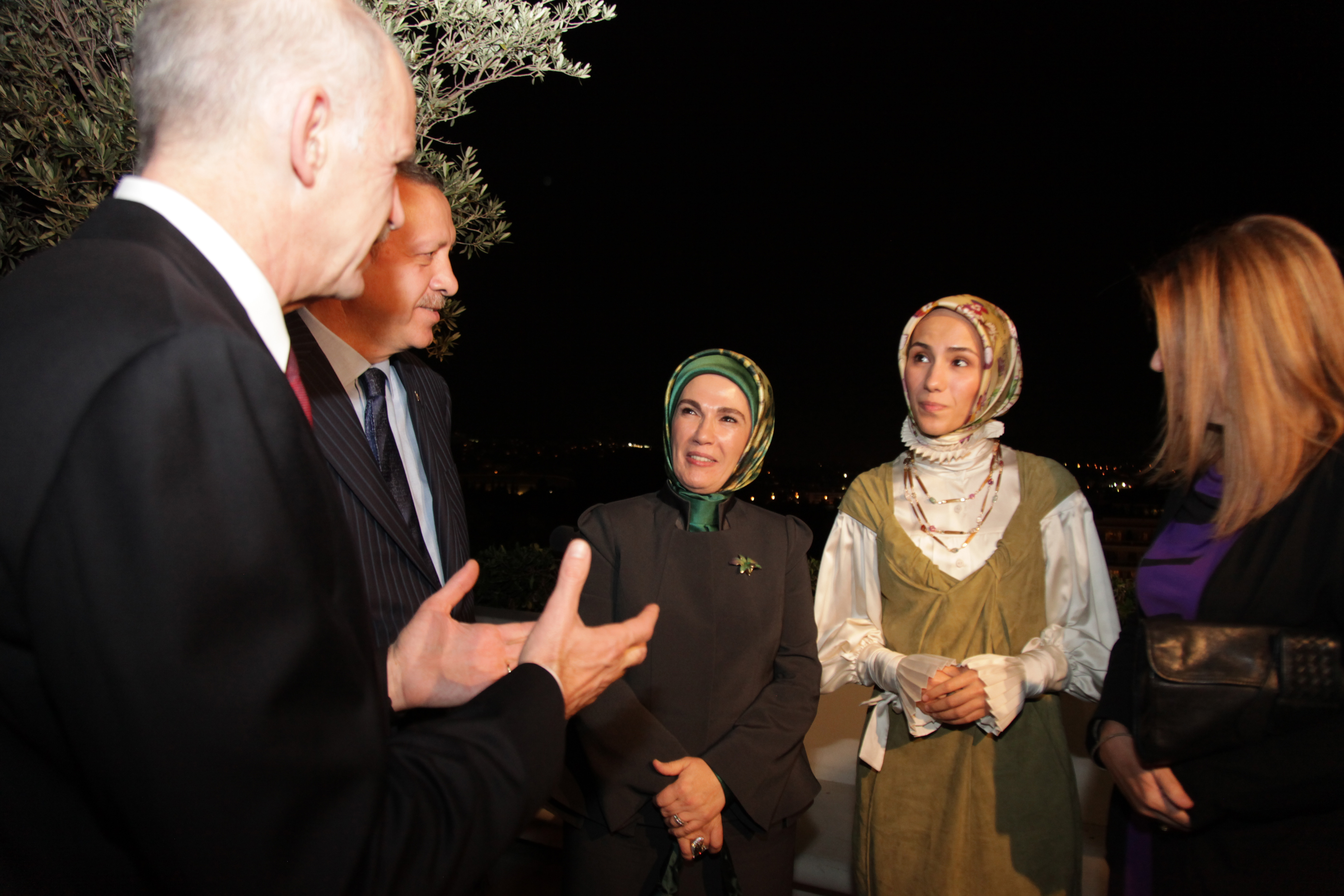
Erdoğan mit seiner Ehefrau Emine Erdoğan (Mitte) und seiner Tochter Sümeyye (Mitte rechts) zusammen mit dem griechischen Premierminister Giorgos Papandreou und dessen damaliger Ehefrau in Athen, 2010

Nach der Grundschule besuchte Erdoğan eine İmam-Hatip-Schule. Dies sind in der Türkei religiös orientierte Fachgymnasien. Der junge Erdoğan erhielt aufgrund seiner tiefen Religiosität den Spitznamen „Koran-Nachtigall“. Die Schulausbildung schloss er mit einem Fachabitur für Imame ab. Anschließend studierte er an der İstanbul İktisadi ve Ticari İlimler Akademisi. Der Abschluss 1981 und die Wertigkeit des Studiums und des dazugehörigen Diploms wurden jedoch anlässlich der Präsidentschaftswahl 2016 angezweifelt. (Siehe dazu: Zweifel am akademischen Grad)
Erdoğan ist seit dem 4. Juli 1978 mit Emine Erdoğan, geb. Gülbaran, verheiratet; das Paar hat zwei Söhne, Ahmet Burak und Necmeddin Bilal, und zwei Töchter, Esra und Sümeyye. Die Töchter haben in den USA studiert. Esra ist seit 2004 mit Berat Albayrak, der unter verschiedenen Regierungschefs Minister für Energie und Bodenschätze sowie auch Finanzminister war, verheiratet.

### Parteiämter
Am 11. Oktober 1972 gründete Necmettin Erbakan die Nationale Heilspartei (MSP), die dem Spektrum der religiös-konservativen Rechten zugeordnet wird und bis Ende der 1970er Jahre an drei Koalitionsregierungen beteiligt war.
1984 rückte Erdoğan in den Vorstand der inzwischen gegründeten Nachfolgepartei auf, der Wohlfahrtspartei (RP), und wurde stellvertretender Vorsitzender. Nach deren Verbot gehörte er bis zu seinem Austritt 1998 der nächsten Nachfolgepartei an, der Tugendpartei (FP). 2001 gründete er mit anderen ehemaligen Mitgliedern der Tugendpartei die Partei für Gerechtigkeit und Aufschwung (AKP); zuletzt wurde er Ende September 2012 als Parteichef bestätigt.
Aufgrund seiner Wahl zum Staatspräsidenten musste Erdoğan, wie gesetzlich vorgeschrieben, im August 2014 den Parteivorsitz niederlegen. Nachdem im Frühjahr 2017 im Zuge einer Änderung der Verfassung die Trennung beider Ämter aufgehoben worden war, wurde er auf einem Sonderparteitag am 21. Mai 2017 erneut zum Parteivorsitzenden gewählt.

### Oberbürgermeister von Istanbul
In der Folge des ISKI-Skandals erhielt der zunächst als chancenlos geltende Erdoğan als Kandidat bei den Istanbuler Kommunalwahlen die Gelegenheit zum Wahlerfolg und begann damit seine politische Karriere.
Die Wohlfahrtspartei nominierte Erdoğan 1994 gegen den Willen Erbakans als Kandidaten für das Amt des Oberbürgermeisters von Istanbul. Er gewann überraschend die Wahl und wurde Nachfolger von Nurettin Sözen. In der frühen Phase seiner Amtszeit verfolgte er eine konservative Politik, die der Ausrichtung seiner im religiös-konservativen Milieu verhafteten Wählerschaft entsprach. So wird seit seiner Amtszeit in städtischen Lokalen kein Alkohol mehr ausgeschenkt (in der privaten Gastronomie ist dies jedoch weiterhin möglich). In seiner Zeit als Bürgermeister fällt eine viel zitierte Aussage Erdoğans bei einer Pressekonferenz: Laizistisch und gleichzeitig ein Moslem zu sein, sei nicht möglich („Hem laik hem Müslüman olunmaz“). In einem Interview mit der Zeitung Milliyet bezeichnete er sich als Anhänger der Scharia. In einem Sonntagsgespräch mit Nilgün Cerrahoğlu erwiderte er auf die Frage, wie es mit der Demokratieverbundenheit der Wohlfahrtspartei aussehe: „Perfekt. Aber ist Demokratie der Zweck oder das Mittel? […] Wir meinen, dass Demokratie nicht der Zweck, sondern das Mittel ist.“ Mit der 1998 getroffenen Aussage «Die Demokratie ist für uns eine Straßenbahn. Wenn wir angekommen sind, steigen wir aus», beschrieb Erdogan sein utilitaristisches Demokratieverständnis und nahm damit die künftige Ausrichtung seiner Politik vorweg. Weitere religiöse Vorhaben betrafen die Einführung gesonderter Badezonen für Frauen oder getrennter Schulbusse für Jungen und Mädchen. Darüber hinaus erwarb er sich mit einer pragmatischen Kommunalpolitik Ansehen bei der Bevölkerung. Zu den erfolgreicheren kommunalpolitischen Initiativen gehörten die Modernisierung der Infrastruktur (z. B. die Instandhaltung der Strom- und Wasserleitungen) und die Verbesserung öffentlicher Dienste, wie beispielsweise der städtischen Entsorgungsdienste.
Seine außenpolitische Einstellung zum EU-Beitritt während seiner Zeit als Bürgermeister unterscheidet sich deutlich von seiner späteren Politik als Ministerpräsident. 1994 äußerte er sich gegen einen Beitritt zur EU. Dazu beschrieb er die EU als eine „Vereinigung der Christen“, in der die „Türken nichts zu suchen“ hätten.

### Gefängnisstrafe
Im Januar 1998 verbot das türkische Verfassungsgericht die Wohlfahrtspartei. Ihr wurden Sympathien zum Dschihad und zur Einführung der Scharia vorgeworfen, was dem staatlichen Grundsatz des Laizismus, der Unterordnung der Religion unter die Staatsmacht, widersprach.
Der Gründer der Wohlfahrtspartei, Necmettin Erbakan, wurde mit einem fünfjährigen Verbot politischer Betätigung belegt. Erdoğan wechselte daraufhin in die Nachfolgepartei Tugendpartei, in die fast alle Abgeordneten der bisherigen Wohlfahrtspartei eintraten und für deren Vorsitz er als ernsthafter Kandidat galt, den letztlich aber Recai Kutan übernahm.
Zwischen Erbakan und seinen Parteifreunden, einschließlich Erdoğan, und der türkischen Armee bestand ein tiefes gegenseitiges Misstrauen. Die Armee sah sich als Hüterin der laizistischen Ordnung und als Wahrerin der Prinzipien von Staatsgründer Mustafa Kemal Atatürk. Erdoğan hingegen verbittet sich jegliche Einmischung der Armee in politische Angelegenheiten und stellt klar bzw. postuliert, dass „der Generalstab der Befehlsgewalt des Ministerpräsidenten“ unterstehe.
Am 21. April 1998 wurde Erdoğan vom Staatssicherheitsgericht Nr. 3 in Diyarbakır wegen Aufstachelung der Bevölkerung zu Hass und Feindschaft unter Hinweis auf Unterschiede der Religion und Rasse nach Art. 312 Abs. 2, 59 Abs. 2 des damaligen türkischen Strafgesetzbuches zu zehn Monaten Gefängnis und einer „schweren Geldstrafe“ in Höhe von 716.666.666 Lira verurteilt. Der Kassationshof bestätigte das Urteil am 23. Oktober 1998. Damit konnte Erdoğan nach Art. 76 Abs. 2 (aF) der Verfassung sowie Art. 11 lit. f Nr. 3 (aF) des Abgeordnetenwahlgesetzes nicht mehr zum Abgeordneten gewählt werden und kam folglich nach Art. 8 Abs. 1 (aF) des Parteiengesetzes auch nicht mehr als Gründer einer politischen Partei in Betracht. Anlass war eine Ende 1997 bei einer Versammlung in der ostanatolischen Stadt Siirt gehaltene Rede, in der er vermeintlich aus einem Werk Ziya Gökalps zitiert hatte: „Minarette [sind] Bajonette, Kuppeln [sind] Helme, Moscheen [sind] unsere Kasernen, Gläubige [sind] Soldaten“.
Im März 1999 trat Erdoğan die Strafe an und wurde nach vier Monaten am 24. Juli 1999 wieder aus der Haft entlassen. Manche Beobachter sind der Ansicht, er habe sich seinerzeit von seinem politischen Ziehvater Erbakan gelöst. Kritiker werfen ihm und seiner AKP dagegen vor, sie wollten die „Herrschaft des Islam“ in der Türkei durchsetzen.
Als die Tugendpartei am 22. Juni 2001 aus den gleichen Gründen wie ihre Vorgängerin verboten wurde, sammelte Erdoğan demokratische Reformkräfte unter den Religiösen und gründete wenig später die Gerechtigkeits- und Aufschwungpartei (AKP), die sich von den politischen Überzeugungen Erbakans deutlich absetzte.

## Ministerpräsident

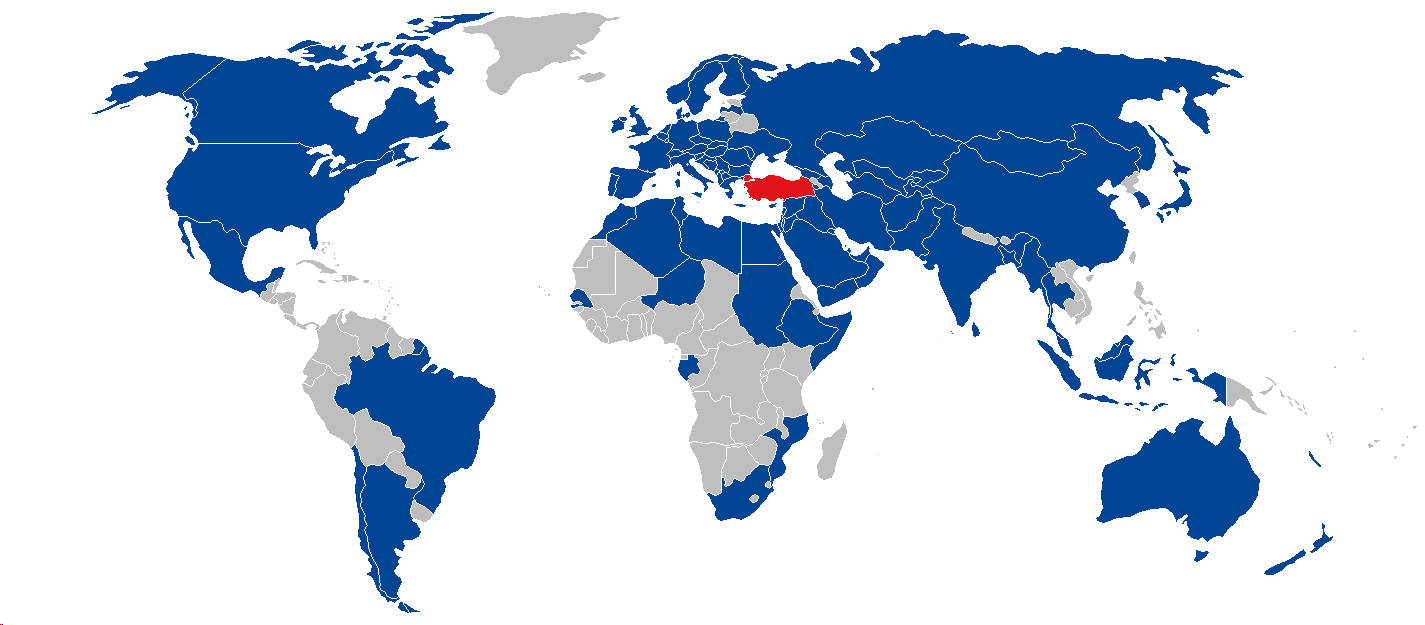
Auslandsreisen von Ministerpräsident Erdoğan

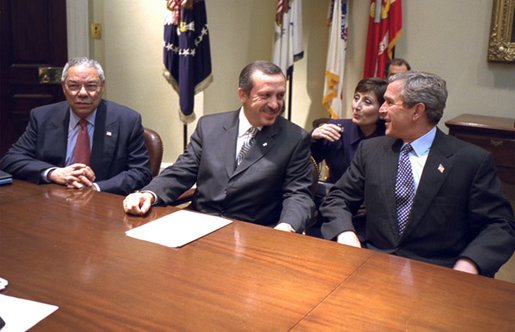
Recep Tayyip Erdoğan im Weißen Haus zwischen Colin Powell (links) und George W. Bush (rechts), 10. Dezember 2002

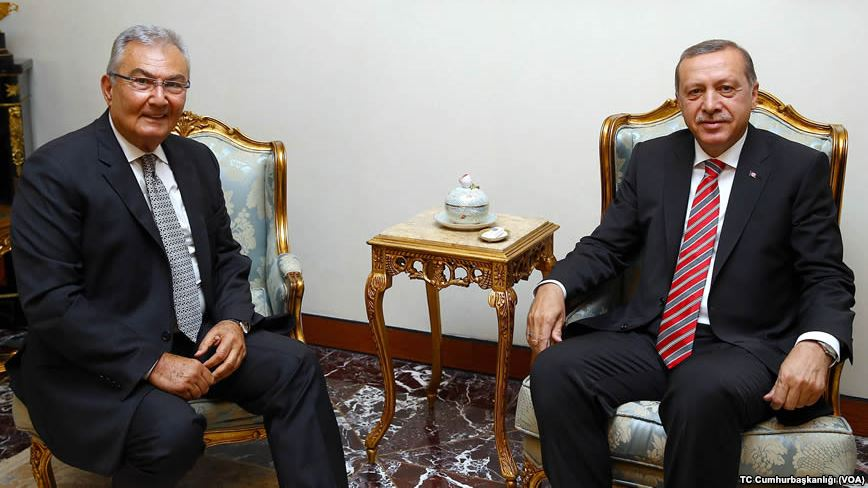
Erdoğan bei einem Treffen mit dem Oppositionsführer Deniz Baykal von der Republikanischen Volkspartei (CHP), Ankara 2015

### Wahlsieg 2002
Bei der Parlamentswahl 2002 errang Erdoğan mit seiner AKP einen überragenden Wahlsieg, konnte allerdings aufgrund des bestehenden Politikverbots das Ministerpräsidentenamt nicht übernehmen. Nach der damaligen Rechtslage konnte nur ein Parlamentsabgeordneter zum Ministerpräsidenten gewählt werden. Daher wurde sein Stellvertreter Abdullah Gül Ministerpräsident. Erst nach einer Verfassungsänderung, die sein Politikverbot aufhob, und der Annullierung der Wahl in der Provinz Siirt konnte er nachträglich als Abgeordneter ins Parlament einziehen. Er wurde am 12. März 2003 Ministerpräsident, Gül übernahm den Posten des Außenministers.
Anfänglich verabschiedete das Parlament weitgehende Reformen zur Demokratisierung des Landes. Die Todesstrafe wurde abgeschafft, die Meinungsfreiheit zunächst erweitert, der Kampf gegen die Folter verstärkt. Die Lage der Kurden wurde durch die Zulassung kurdischer Sprachkurse und TV-Programme verbessert. Auch betrieb Erdoğan zu dieser Zeit eine Annäherung an Armenien. Er lud die armenische Regierung ein, eine aus türkischen und armenischen Wissenschaftlern bestehende Historikerkommission zur Aufarbeitung des Völkermords an den Armeniern zu gründen, den er persönlich bestreitet.
Außenpolitisch verfolgte Erdoğan nur am Anfang die weitere Annäherung der Türkei an die EU mit dem Ziel eines baldigen Beitritts, was im deutlichen Gegensatz zu seinen früheren Positionen stand. Unter seiner Führung verbesserte sich das Verhältnis der Türkei zu ihren östlichen Nachbarn deutlich. Die Beziehungen zum syrischen Regime galten bis zum Bürgerkrieg in Syrien als überaus gut.

### Parlamentswahl 2007 und 2011
Die AKP erreichte unter Erdoğans Führung bei der Parlamentswahl 2007 46,58 Prozent der Stimmen und damit die absolute Mehrheit im Parlament. Erdoğan sagte zu dieser Zeit noch, er wolle Kontinuität in der Außenpolitik im Hinblick auf den Europakurs wahren. Ab dem 29. August 2007 führte er das zweite Kabinett Erdoğan an.
Bei der Parlamentswahl 2011 erzielte die AKP unter Erdoğan 49,84 Prozent und damit 327 Sitze in der Nationalversammlung, verfehlte aber die angestrebte Zweidrittelmehrheit, die notwendig gewesen wäre, um ohne andere Parteien und Volksbefragungen die Verfassung ändern zu können. Ab dem 5. Juli 2011 bis zum 28. August 2014 führte er das dritte Kabinett Erdoğan an und wechselte am 29. August 2014 in das Amt des Staatspräsidenten. Sein Nachfolger als Ministerpräsident wurde Ahmet Davutoğlu.

### Bürgerproteste 2013
Die Regierung Erdoğan ging im Mai 2013 mit Gewalt gegen Proteste gegen ihn vor, die, ausgehend vom Istanbuler Taksim-Platz, auch auf andere Städte übergriffen. Dieses Vorgehen löste heftige Kritik in der Türkei aus. Die Zeit schreibt dazu: „Premier Erdoğan lässt Proteste gegen Baumfällungen niederknüppeln. Er agiert mehr und mehr wie ein Despot, die Türken begehren auf.“

### Korruptionsskandal 2013
Im Dezember 2013 geriet die von Erdoğan gebildete Regierung in einen Korruptionsskandal. Türkische polizeiliche Ermittlungsbehörden verhafteten aufgrund dessen unter anderem die Söhne des Innenministers Muammer Güler, des Europaministers Egemen Bağış, des Wirtschaftsministers Zafer Çağlayan und des Umweltministers Erdoğan Bayraktar. In den folgenden Tagen traten alle vier von ihren Ämtern zurück. Eine große Anzahl von polizeilichen Ermittlern wurden auf Druck der Regierung Erdoğan entlassen.
Am 25. Februar 2014 wurde in den türkischen Medien ein Telefongespräch veröffentlicht, das zwischen Erdoğan und seinem zweiten Sohn Necmeddin Bilal am 17. Dezember 2013 stattgefunden haben soll. Ministerpräsident Erdoğan nennt es eine Fälschung. Demgegenüber ist die Opposition in der Türkei zu der Überzeugung gelangt, dass das Telefongespräch echt sei. In diesem Telefongespräch weist Erdoğan seinen Sohn an, Gelder so schnell wie möglich aus dem Haus zu schaffen.

#### Mutmaßliche Gegenspieler in dieser Affäre
Erdoğan selbst vermutet bei diesen Korruptionsvorwürfen eine Verschwörung des muslimischen Predigers Fethullah Gülen. Dessen Gülen-Bewegung, die von Erdoğan zwei Jahre später auch für den Putschversuch 2016 verantwortlich gemacht wurde, versuche schon seit 2014 und davor, einen „Staat im Staate“ zu bilden, und wolle ihm und der AKP vor der Kommunal- oder Präsidentschaftswahl am 30. März 2014 schaden. Auch viele Beobachter nehmen Fethullah Gülen als Erdoğans Gegner und eigentlichen Drahtzieher der Korruptionsaffäre an.

#### Veröffentlichung von Telefonaten ab Februar 2014
Ab Februar 2014 folgte die Veröffentlichung zweier weiterer Telefongespräche von Erdoğan, deren Authentizität Erdoğan eingestand. In dem einen Telefongespräch weist Erdoğan seinen Justizminister an, für ein hartes Gerichtsurteil gegen den regierungskritischen Medienunternehmer Aydın Doğan zu sorgen. Doğan wurde jedoch vom Vorwurf der Steuerhinterziehung vor Gericht freigesprochen, worüber sich Erdoğan empörte. In dem anderen Telefongespräch fordert Erdoğan den Präsidenten der Kammer der Schiffswirtschaft auf, gegen die Auftragsvergabe zum Bau von Kriegsschiffen an eine zur Koç Holding gehörenden Werft zu protestieren. Erdoğan sah auch den Großindustriellen Mustafa Koç als seinen Gegner.

## Präsidentschaft

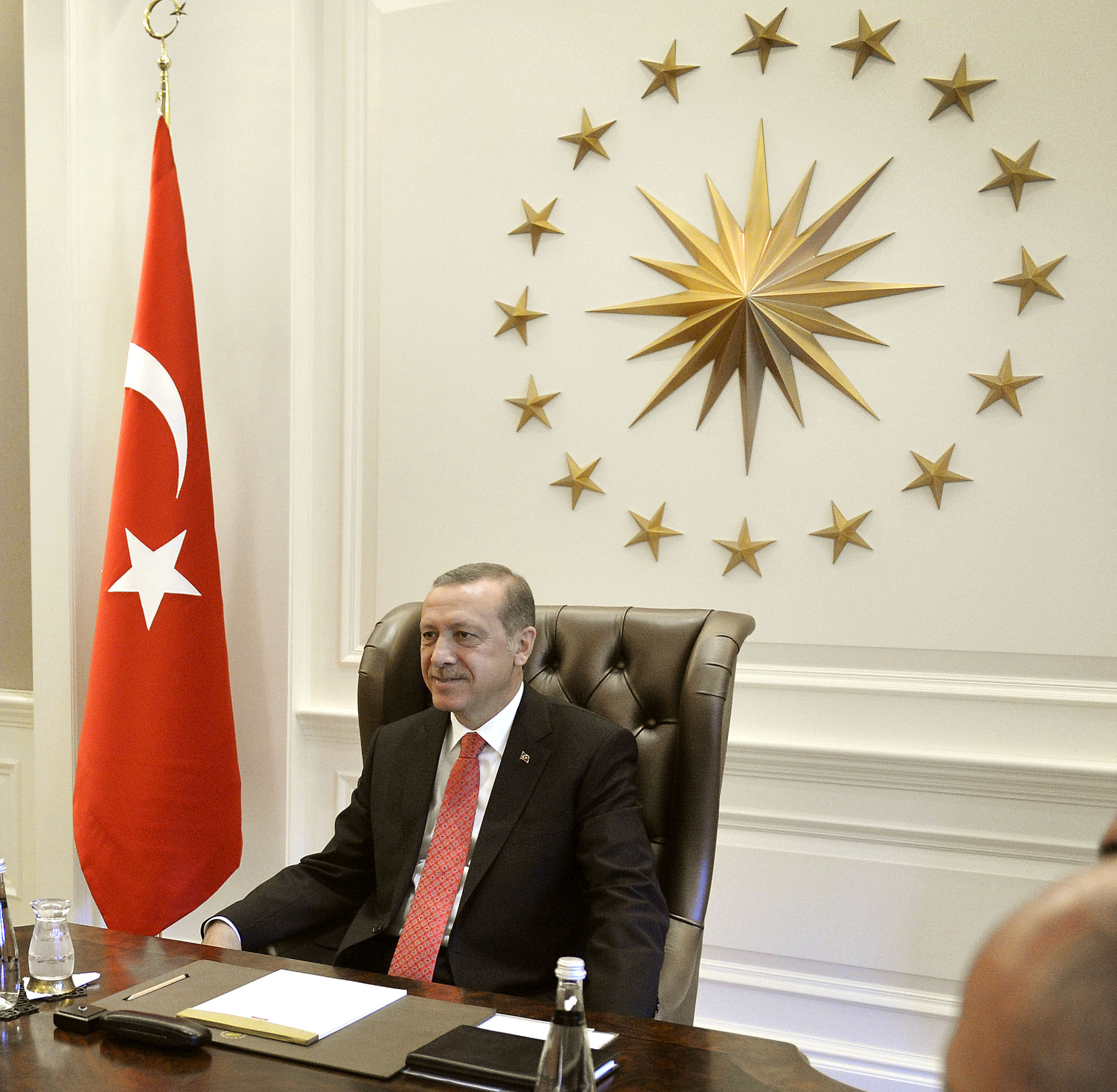
Erdoğan im Präsidentenpalast 2014

Nach der gewonnenen Präsidentschaftswahl am 10. August 2014 wurde Erdoğan am 28. August 2014 als neuer Präsident vereidigt. Von nun an strebte Erdoğan eine Ausweitung der Kompetenzen des Präsidentenamts an. Abdullah Gül, sein Vorgänger im Präsidentenamt, sieht dies kritisch und plädiert dafür, die Rechte des Parlaments gegenüber der Exekutive zu stärken. Im Spiegel wurde bereits 2010 von einer Verfassungsreform Erdoğans berichtet, wonach das bisherige parlamentarische System in ein Präsidialregime mit weitgehenden Befugnissen des Präsidenten umgewandelt werden soll.
Erdoğan residiert erstmals im Präsidentschaftspalast (Ak Saray), einem im Naturschutzgebiet Atatürk Orman Çiftliği in Ankara errichteten Gebäudekomplex; Umstritten ist der neue Palast vor allem, weil er illegal errichtet wurde; mehrere Gerichte hatten den Bau untersagt, zuletzt das Oberste Verwaltungsgericht. Kritisiert werden auch seine Größe (rund 1000 Zimmer) und die immensen Kosten (1,37 Milliarden Türkische Lira, entspricht rund 491 Millionen Euro).

### Kabinett Davutoğlu

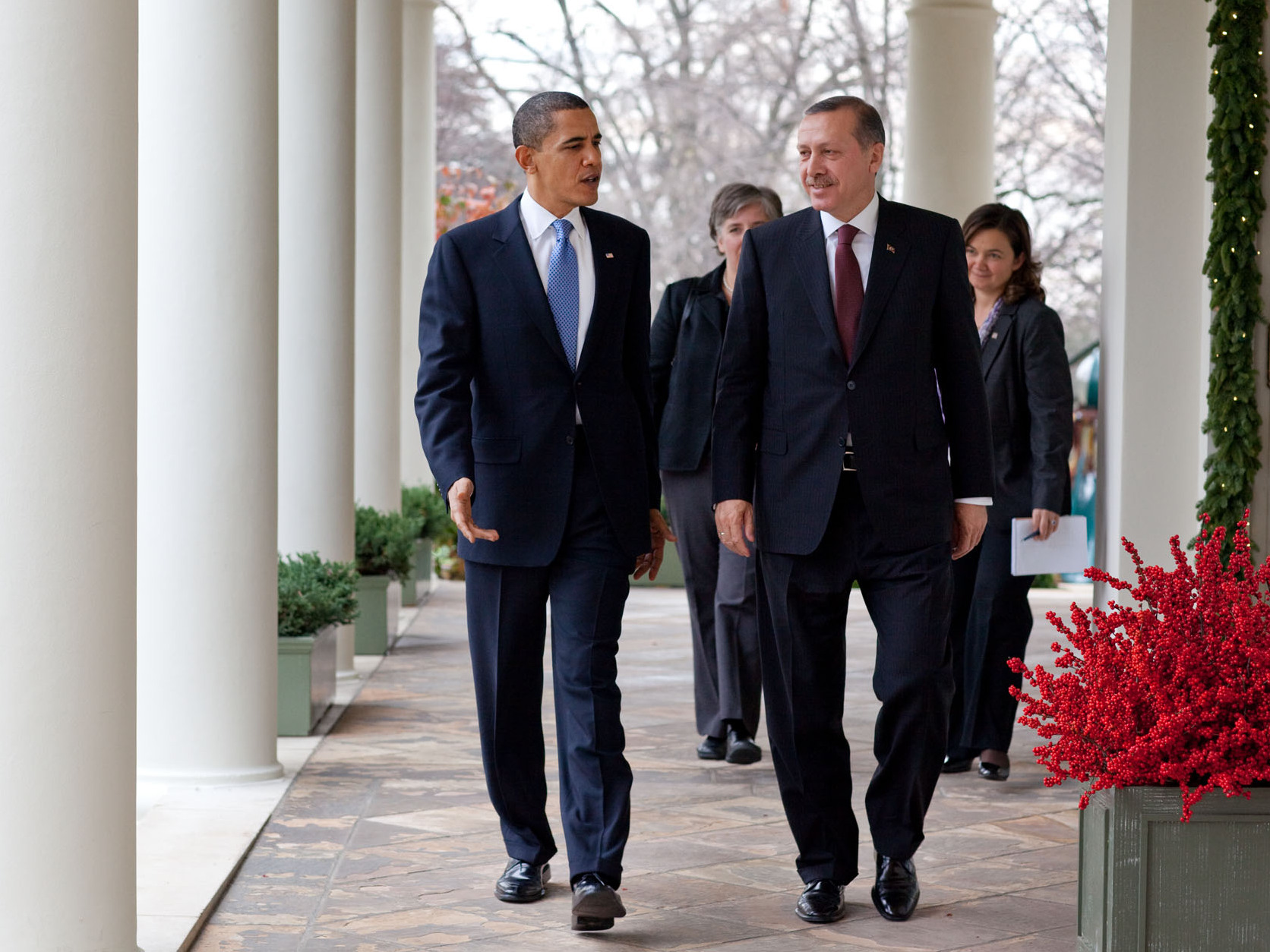
Erdoğan mit Barack Obama im Weißen Haus, 2009

Präsident Erdoğan betraute Ahmet Davutoğlu am 28. August 2014 mit der Regierungsbildung für die restliche Zeit der Wahlperiode. Im Wahlkampf für die Parlamentswahl am 7. Juni 2015 warb er um Stimmen für die AKP, obwohl er als Präsident nach Artikel 101 der Verfassung die Beziehung zu seiner alten Partei abbrechen müsste (allerdings unterstützte die AKP auch als einzige relevante Partei sein Ziel der Einführung eines Präsidialsystems). Das Ziel der AKP, eine Zweidrittelmehrheit der Mandate für eine Verfassungsänderung oder zumindest eine 3/5-Mehrheit der Mandate für die Einleitung eines Referendums zu bekommen, wurde jedoch deutlich verfehlt. Mit der Regierungsbildung wurde Ahmet Davutoğlu beauftragt, und nachdem dieser keine Koalition hatte erreichen können und den Auftrag zurückgab, setzte Präsident Erdoğan die Neuwahl der Nationalversammlung für den 1. November 2015 an. Bei der Neuwahl erreichte die AKP mit ihrem Ministerpräsidentenkandidaten Davutoğlu 49,5 % der Stimmen und gewann mit 317 von 550 Mandaten die absolute Mehrheit im Parlament. Ahmet Davutoğlu wurde von Präsident Erdoğan dann erneut mit der Regierungsbildung beauftragt.
Anfang Mai 2016 wurde aus dem Umfeld des Präsidenten öffentlich Kritik an der Arbeit von Ministerpräsident und Parteichef Davutoğlu geäußert. Davutoğlu hatte sich kritisch gegenüber einer Verfassungsänderung in Richtung Präsidialsystem geäußert. Am 5. Mai gab Davutoğlu bekannt, dass er beim Sonderparteitag der AKP am 22. Mai nicht mehr für den Parteivorsitz kandidieren werde, was auch seinen Rückzug vom Amt des Ministerpräsidenten bedeutete, und begründete dies mit Differenzen im Parteivorstand. Nachdem am 22. Mai sein Nachfolger Binali Yıldırım zum Parteichef gewählt wurde, reichte Davutoğlu seinen Rücktritt als Ministerpräsident ein.

### Kabinett Yıldırım
Nach Davutoğlus Rücktritt betraute Erdoğan den neuen AKP-Parteichef Binali Yıldırım am 22. Mai 2016 mit der Bildung einer neuen Regierung. Diese wurde am 29. Mai mit 315 Stimmen vom Parlament im Amt bestätigt.

### Ausnahmezustand und Verfolgung der Opposition

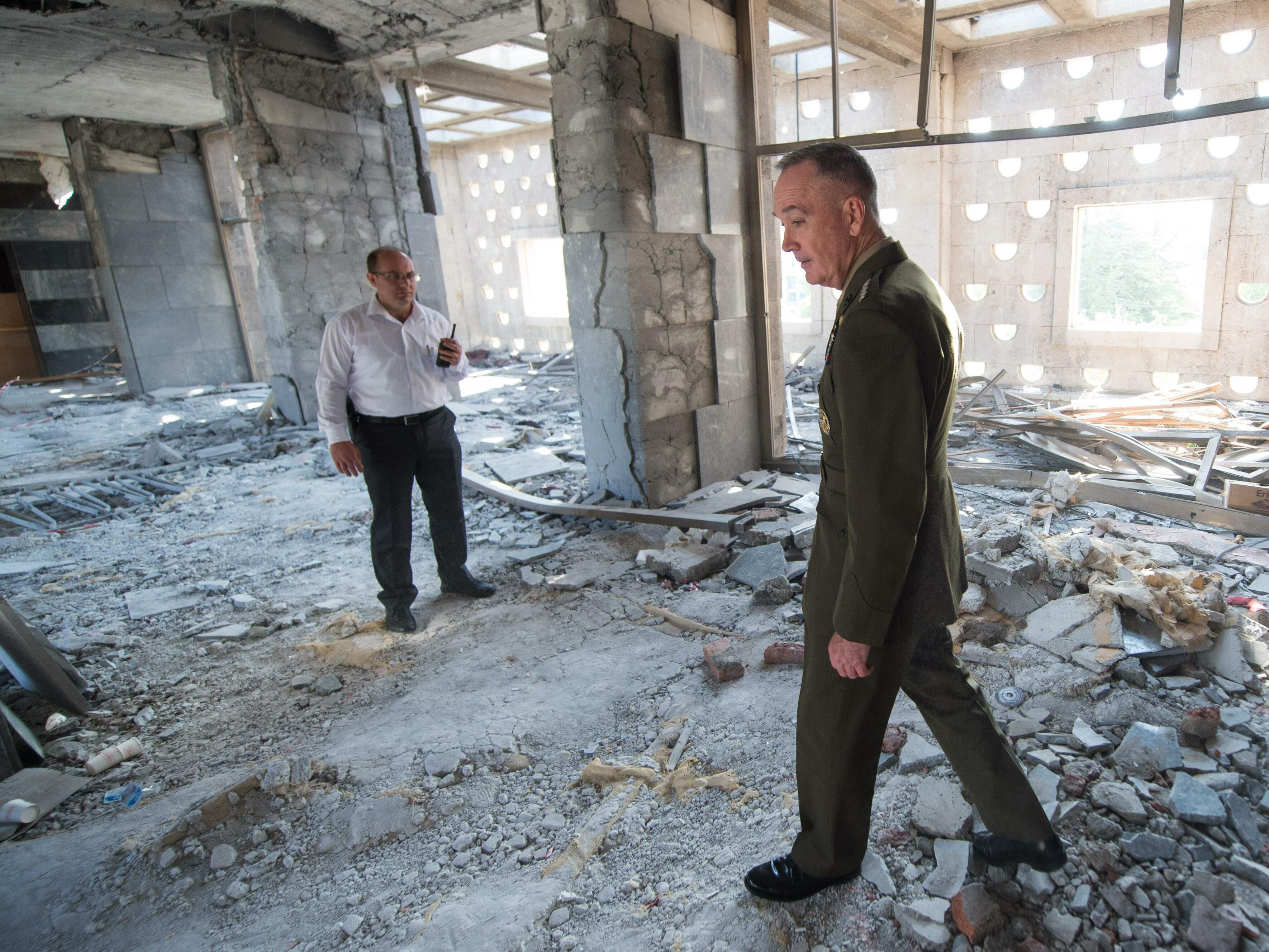
Das türkische Parlament wurde mehrmals von F-16-Kampfflugzeugen beschossen und bombardiert, während die Parlamentarier noch im Gebäude arbeiteten.

Am Abend des 15. Juli 2016 kam es zu einem Putschversuch von Teilen des Militärs. Der Putschversuch hatte keinen Rückhalt in der Bevölkerung und auch nicht bei der politischen Opposition und nur wenig Unterstützung im Militär. Bereits am nächsten Tag fiel der Putsch in sich zusammen. Die Regierung machte frühzeitig die Gülen-Bewegung für den Putschversuch verantwortlich, was diese zurückwies.
Nach dem Putschversuch beschloss das Parlament zunächst einen dreimonatigen Ausnahmezustand, was der Regierung unter Ministerpräsident Yıldırım und dem Präsidenten größere Vollmachten gab, wovon die Regierung umfangreich Gebrauch machte bei der Entlassung von Angehörigen des öffentlichen Dienstes. Der Ausnahmezustand wurde danach mehrmals um jeweils drei Monate verlängert. Zuerst Anfang Oktober, danach Anfang 2017 zum Anlass des Anschlags auf den Nachtclub Reina in Istanbul in der Neujahrsnacht 2016/2017, so dass er den Tag des später anberaumten Verfassungsreferendums einschloss. Einen Tag nach dem Referendum wurde der Ausnahmezustand erneut um drei Monate verlängert.
Während des Ausnahmezustands wurden 81.494 Personen aus dem Staatsdienst entlassen. 11 Abgeordnete sowie 1.400 Funktionäre der Oppositionspartei HDP wurden inhaftiert. Seit dem Putschversuch 2016 sitzen inzwischen über 50.000 Verdächtige wegen angeblicher Verbindungen zur Gülen-Bewegung in Untersuchungshaft, davon 8816 Polizisten, 6982 Soldaten (167 Generäle), 2431 Richter und Staatsanwälte sowie 23 Provinzgouverneure.

### Verfassungsreferendum 2017
Am 16. April fand eine Volksabstimmung zu Verfassungsänderungen statt. Diese wurde von der AKP gemeinsam mit der MHP initiiert, die dazu mit ihrer gemeinsamen Dreifünftelmehrheit befugt waren. Bei der Abstimmung entschieden die Wähler, ob 69 Artikel der Verfassung geändert werden sollen. Hierbei ging es vor allem um die Bündelung der Exekutivbefugnisse und mehr Einfluss auf die Justiz in der Hand des Präsidenten Recep Tayyip Erdoğan. Damit ging auch die Änderung der Regierungsform von einem parlamentarischen Regierungssystem hin zu einem Präsidialsystem einher. Die Venedig-Kommission des Europarates warnte im Vorfeld bereits vor einem „persönlichen Regime“ und sprach von der Gefahr des Abgleitens in ein diktatorisches System.
Das Referendum ging mit 51,41 % pro Verfassungsänderung aus. Die Opposition sprach von Wahlbetrug und wies auf den Hohen Wahlausschuss hin, der am (frühen) Wahltag Stimmzettel und Umschläge ohne solchen Stempelabdruck für gültig erklärte. Damit seien bis zu drei Millionen Stimmen zugunsten des „Ja-Lagers“ herbeigeführt worden. Dass die Wahl durch Wahlbetrug entschieden wurde, legen auch Forschungsergebnisse von Wiener Statistikern vom Complexity Science Hub Vienna nahe.
Am 18. April 2018, etwa ein Jahr nach dem Verfassungsreferendum, kündigte Erdoğan für den 24. Juni 2018 vorgezogene Parlaments- und Präsidentschaftswahlen an. Hierauf habe er sich mit dem MHP-Vorsitzenden Devlet Bahçeli geeinigt.

### Parlamentswahl und Präsidentschaftswahl 2018
Bei der Wahl am 24. Juni 2018 erhielt Erdoğan 52,6 % der abgegebenen Stimmen. Zeitgleich traten die Verfassungsänderungen in Kraft; der Ministerrat unter dem Vorsitz des Ministerpräsidenten wurde als Staatsorgan abgeschafft. Erdoğan ist seitdem Staatsoberhaupt und Chef der Exekutive. Im Juli 2018 bildete Erdoğan sein viertes Kabinett.

### Kommunalwahlen 2019
Für die Kommunalwahlen am 31. März 2019 einigte sich Erdoğans AKP in insgesamt 51 Städten und zahlreichen Landkreisen auf eine Zusammenarbeit mit dem Bündnispartner MHP, was unter anderem bedeutete, dass die MHP in 27 der 30 Großstädte auf einen eigenen Kandidaten für das Amt des Oberbürgermeisters verzichten würde. In sieben Provinzen verlor man den Bürgermeister an die MHP, lediglich in Isparta war das Gegenteil der Fall. In zahlreichen Großstädten musste die AKP, genau wie die MHP, Niederlagen gegen die CHP einräumen, unter anderem in Istanbul, wo die AKP unter ihrem Parteivorsitzenden Erdoğan eine Annullierung des Wahlganges erwirken konnte. Die Neuwahl gewann die CHP, diesmal mit eindeutigem Vorsprung, erneut.

### Präsidentschaftswahl 2023
Nach einer im Jahr 2017 vollzogenen Änderung der Verfassung der Republik Türkei kann ein Staatspräsident maximal zwei Amtszeiten regieren. Da die zeitliche Begrenzung jedoch erst 2017 Einzug in die Verfassung fand, argumentierten Erdoğan und seine Anhänger, dass Erdoğans Antritt zur Präsidentschaftswahl im Mai 2023 als erster Versuch der Wiederwahl zu betrachten sei. Beschwerden gegen die Kandidatur lehnte der Hohe Wahlrat ab.
Bei der Präsidentschaftswahl 2023 erhielt Erdogan in der Stichwahl 52,2 % der Stimmen und Kemal Kılıçdaroğlu (47,8 %). Hinter Kılıçdaroğlu hatten sich viele Oppositionsparteien zu einem Bündnis zusammengeschlossen. Erdogan bildete das Kabinett Erdoğan V.
Im März 2024 verkündete Erdogan die Absicht, sich nach dem Ende seiner Präsidentschaft 2028 aus der aktiven Politik zurückzuziehen. Einige Beobachter zweifelten die Ernsthaftigkeit dieser Aussage an.

## Innenpolitik

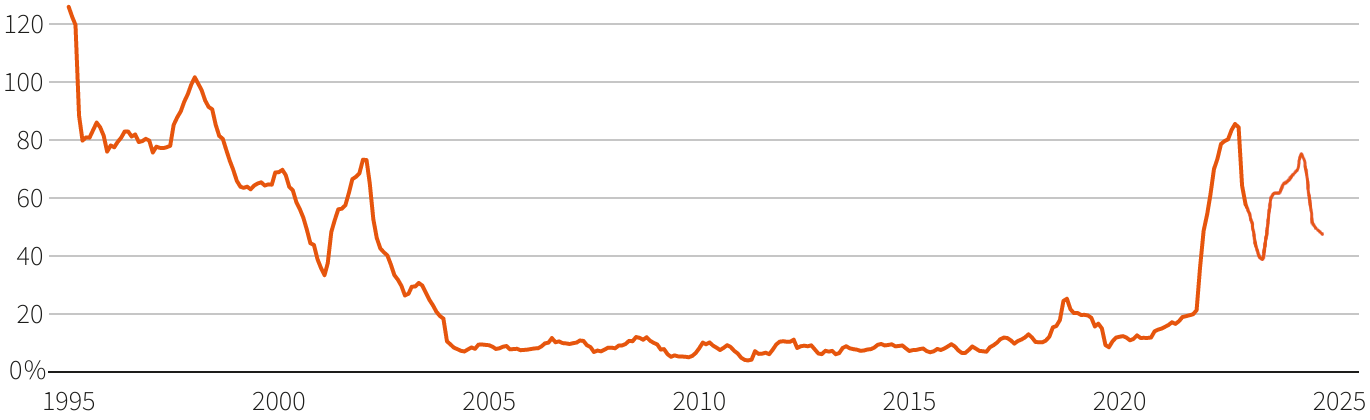
Inflationsrate in der Türkei

Seit dem Sieg der AKP beim Referendum 2010 hat Erdoğan in seinen Reden immer wieder religiöse und nationalistische Bezüge hergestellt. So erklärte er als Ministerpräsident im Jahr 2012, wie er und seine Partei die Rolle des Islams in der aktuellen Regierungspolitik definieren: „Wir haben vier rote [wichtige] Hauptthemen: ein Staat, eine Nation, eine Flagge und eine Religion“.
Dem Türkei-Experten Gareth Jenkins zufolge tendiert Erdoğans Politik wieder in Richtung einer Positionierung in der islamischen Welt. Auf die in einem Interview im Januar 2010 gestellte Frage: „Was will er denn? Wenn er freie Hand hätte?“ antwortete Jenkins: „Er würde eine muslimischere Gesellschaft in der Türkei herbeiführen, und die Türkei als Führer der muslimischen Welt etablieren. Mit dem Westen würde er gute nachbarschaftliche Beziehungen anstreben, aber ‚nicht im selben Haus‘, er würde eine Distanz suchen“.

Im Mai 2013 lobte Erdoğan Necip Fazıl Kısakürek auf einer Fraktionssitzung der AKP, in der er feststellte, dass dieser einer der wichtigsten Denker und Aktionsmenschen sei, die das Land im 20. Jahrhundert hervorgebracht habe, und ein Vorbild für ihn sei. Die oppositionelle Tageszeitung Yurt, die dem CHP-Abgeordneten Durdu Özbolat gehört, kommentierte dazu, die Rede Erdoğans sei beschämend, weil Kısakürek in seinem Buch Doğu Yolun Sapık Kolları dazu aufgerufen hatte, Aleviten, Drusen und Jesiden „wie Brennnesseln auszureißen und wegzuwerfen“. Außerdem habe Kısakürek in seinem Buch Yahudilik-Masonluk-Dönmelik antisemitische und freimaurerfeindliche Thesen verbreitet. 

### Wirtschafts- und Finanzpolitik
Die Türkei erfuhr unter Erdoğan als Premierminister einen Wirtschaftsaufschwung. Dieser Aufschwung war unter anderem auf eine Liberalisierung des Arbeitsmarktes und auf Milliardeninvestitionen in die Bauindustrie bzw. den Ausbau der Infrastruktur zurückzuführen.
Im Jahr 2018 begann unter Erdoğans Präsidentschaft eine Währungs- und Schuldenkrise. Die türkische Lira verzeichnete in den darauf folgenden Jahren Rekordwertverluste. Ökonomen und Wirtschaftsjournalisten erklären, dass Erdoğans Finanzpolitik, die auf der Annahme beruht, dass niedrige Zinsen zu niedrigen Preisen führen würde, die Inflation verstärkte. Erdoğan wechselte von 2019 bis 2021 dreimal den Chef der türkischen Zentralbank aus, weil sie die lockere Geldpolitik nicht mitgetragen hatten. Neben Erdoğans Interventionen in die Zinspolitik hatten seine demokratiezersetzenden Maßnahmen nach dem Putschversuch in der Türkei 2016 dazu beigetragen, dass Ratingagenturen im Jahr 2017 eine Herabstufung der Kreditwürdigkeit der Türkei vornahmen und Anleger Investitionen zu scheuen begannen. So sind Direktinvestitionen aus dem Ausland von 19 Milliarden US-Dollar im Jahr 2007 auf 5,8 Milliarden US-Dollar im Jahr 2020 eingebrochen. Zwar wuchs das türkische Bruttoinlandsprodukt im Jahr 2021 trotz COVID-19-Pandemie in der Türkei deutlich. Doch sorgte die durch Missmanagement und Korruption hervorgerufene Inflation dafür, dass der Anstieg der Wirtschaftskraft keine positiven Auswirkungen auf den Wohlstand des Großteils der Bevölkerung hatte, sondern im Gegenteil die Armut zunahm. Die Schulden der Türkei im Ausland stiegen während Erdoğans Präsidentschaft auf über 422 Milliarden US-Dollar an. Zum Jahr 2022 hob Erdoğan wegen starker Kaufkraftverluste durch Inflation und Währungskrise den Mindestlohn um 50 % an und hob von Arbeitgebern zu bezahlende Steuern auf den Mindestlohn auf. Vor dem Jahreswechsel hatte er außerdem als Maßnahme bekanntgegeben, der Staat würde den Bürgern ihre aus Wechselkursschwankungen resultierenden Einlagenverluste ersetzen. Im Januar 2022 wechselte Erdoğan nach einem Streit über die Inflationsrate den Chef der Statistikbehörde aus.

### Einstellung zum Völkermord an den Armeniern
Nach Erdoğans Auffassung hat es in der Epoche des Osmanischen Reiches keinen Völkermord an den Armeniern oder überhaupt einen Genozid gegeben. Als mehrere türkische Professoren, Journalisten und Intellektuelle eine Petition namens Özür Diliyorum („Ich entschuldige mich“) ins Leben riefen, die zu einer Entschuldigung für die Massaker ab 1915 aufrief, kritisierte Erdoğan diese Kampagne:

„Entschuldigung, wofür sollen wir uns entschuldigen? Die Leute, die sich entschuldigen, haben offenbar ein Verbrechen begangen. Dieses Problem hat der türkische Staat nicht. Es gibt nichts, wofür der Staat oder die Regierung sich entschuldigen müsste.“

Auf Erdoğans Anordnung wurde Ende April 2011 das zur Versöhnung zwischen Türken und Armeniern aufrufende Denkmal der Menschlichkeit von Mehmet Aksoy abgerissen.

### Verfolgung politischer Gegner
Im März 2025 wurde der bedeutendste politische Gegner Erdoğans, Ekrem İmamoğlu (CHP), der zu jener Zeit Bürgermeister von Istanbul war und als zukünftiger Präsidentschaftskandidat gehandelt wurde, inhaftiert und anschließend abgesetzt. Im Jahr 2025 folgten zahlreiche weitere Verhaftungen und/oder Suspendierungen von Bürgermeistern mit CHP-Parteibuch oder DEM-Mitgliedschaft. Die Verhaftungen werden mitunter als politisch motivierte Verfolgung betrachtet.

### Einschränkungen der Presse- und Meinungsfreiheit
Stand die Türkei im Jahr 2002, als Erdoğan Ministerpräsident wurde, in der Rangliste der Pressefreiheit auf dem 99. Platz (von 176), ging die Pressefreiheit in der Türkei ab dem Jahr 2010, mit Erdoğans fortschreitender Amtszeit, zunehmend verloren. Im Jahr 2023 befindet sich die Türkei in der Rangliste der Pressefreiheit auf Platz 165 von 180.
Im Zusammenhang mit Medienberichten über einen Geldspendenmissbrauchs-Prozess gegen den der AKP nahestehenden Verein Deniz Feneri versuchte Erdoğan Medienberichten zufolge, durch Drohungen die Presse einzuschüchtern und vor weiterer kritischer Berichterstattung abzuschrecken. Daraufhin schrieben Gavin O’Reilly, Vorsitzender der World Association of Newspapers, und Xavier Vidal-Folch, Vorstand des Weltforums der Chefredakteure (WEF), einen gemeinsamen Brief, in dem sie Erdoğan aufforderten, die Pressefreiheit zu schützen und von Einschüchterungsversuchen Abstand zu nehmen. Laut einem Zeitungsartikel der FAZ vom 17. September 2008 mahnte die Parlamentarische Versammlung des Europarates, dass die Pressefreiheit durch Erdoğans Drohungen in Gefahr sei. Auf dem Press Freedom Index lag die Türkei in der Erhebung für 2010 auf dem 138. Platz von 176 untersuchten Ländern.
Das Magazin Weltspiegel (ARD) berichtete in einer Sendung am 10. April 2011 von Einschüchterungen und Verhaftungen kritischer Journalisten in der Türkei.
Im April 2011 wurde Erdoğan vor das Europäische Parlament geladen, um sich zu demokratischen Defiziten und zunehmender Einschränkung der Pressefreiheit in der Türkei zu äußern. Im Fortschrittsbericht 2012 der Europäischen Kommission wurde im Oktober 2012 kritisiert, dass es unter der Regierung Erdoğans keine Fortschritte im Hinblick auf die Grundrechte gab, sondern im Gegenteil die Medienfreiheit eingeschränkt und Gerichte nicht unparteiisch urteilen würden.
Im Dezember 2014 führte die durch Erdoğan veranlasste Verhaftungswelle von zahlreichen regierungskritischen Journalisten zu Protesten durch internationale Organisationen und Politiker anderer Länder wie den deutschen Regierungssprecher Steffen Seibert. Von Seiten der USA wurde an die Türkei appelliert, die „demokratischen Fundamente des Landes nicht zu verletzen“. Die Europäische Union verurteilte die Verhaftungswelle als „unvereinbar mit der Freiheit der Medien“.
Die Organisation Reporter ohne Grenzen führt Erdoğan auf ihrer 35 Namen bzw. Organisationen umfassenden Liste der „Feinde der Pressefreiheit 2016“ und schreibt Folgendes zur aktuellen Lage in der Türkei: „Die Türkei gehört zu den Ländern mit den meisten inhaftierten Journalisten weltweit. Nach dem Putschversuch im Juli 2016 wurden weit über 100 Journalisten verhaftet, rund 150 Medien geschlossen und mehr als 700 Presseausweise annulliert. Kritische Journalisten stehen unter Generalverdacht. Die wenigen noch verbliebenen unabhängigen Medien arbeiten in ständiger Angst. Wiederholt wurde ausländischen Journalisten die Akkreditierung verweigert oder die Einreise verwehrt. Daneben ersticken die politischen und wirtschaftlichen Verflechtungen vieler wichtiger Medienbesitzer eine kritische Berichterstattung im Keim.“
Im April 2021 wurden zehn pensionierte Admirale der türkischen Streitkräfte mit dem Vorwurf festgenommen „mit Gewalt und Zwang die verfassungsmäßige Ordnung“ zu stören. Die Admirale hatten zuvor einen Offenen Brief unter türkischen Generälen initiiert, der sich gegen den von Erdoğan geplanten Istanbul-Kanal aussprach.
Am 29. Januar 2022 erschien im Amtsblatt eine neue Richtlinie. Darin heißt es, gegen „schädliche Inhalte“ in der „schriftlichen, mündlichen und visuellen Presse“ würden „notwendige Maßnahmen“ ergriffen. Diese wurden nicht konkret benannt. Ziel sei es, eine „zerstörerische Wirkung“ auf die Gesellschaft, auch auf Kinder und Jugendliche, zu minimieren.

### Staatliche Internetkontrolle
Im Juni 2011 führten von Erdoğan unterstützte Einschränkungen des Internetzugangs (Filterung von Inhalten) zu heftigen Protesten innerhalb und außerhalb der Türkei. Zu den gesperrten Internetseiten gehörten die Videoplattformen YouTube und Vimeo. Im Index für Pressefreiheit der Organisation Reporter ohne Grenzen sank das Land auf Platz 138 von 179 (2013: 154) und ist damit vergleichbar mit Russland oder Afghanistan. Verschiedene westliche Politiker, u. a. die niederländische EU-Abgeordnete Marietje Schaake und ihr britischer Kollege Richard Howitt, kritisierten die Einschränkung der Meinungsäußerungsfreiheit als Gefahr für die Demokratie.
2013 bezeichnete Erdoğan den Kurzbotschaftendienst Twitter als „Unruhestifter“, als es im Land zu Protesten gegen seine Regierung kam.
Im Februar 2014 beschloss das türkische Parlament ein Gesetz, das die staatliche Internetkontrolle weiter verschärfte. Unter dem neuen Gesetz kann die Regierung unerwünschte Inhalte und Internetseiten ohne Gerichtsbeschluss sperren lassen. Als Gründe reichen eine vermeintliche Verletzung der Privatsphäre oder eine Beleidigung. Darüber hinaus erhalten die Behörden die Befugnis, das Surfverhalten von Internetnutzern aufzuzeichnen und für zwei Jahre zu speichern. Das neue Gesetz wurde von den Oppositionsparteien und Journalistenorganisationen als eine weitere Einschränkung der Pressefreiheit kritisiert. Unter dem Vorwurf, dass Verantwortliche des Dienstes Gerichtsentscheidungen ignoriert hätten, wurde in der Nacht vom 20. zum 21. März 2014 der Zugang zu Twitter gesperrt.
Nachdem mehrere Rechtsanwaltsvereinigungen und Oppositionspolitiker Klage erhoben hatten, entschied am 26. März 2014 ein Verwaltungsgericht in Ankara, dass die von der Telekommunikationsbehörde umgesetzte Verfügung nicht rechtens sei und daher vorläufig ausgesetzt werden müsse. Zur Umsetzung des Urteils setzte das Gericht eine Frist von 30 Tagen an. Erdoğan hingegen hatte am Tage zuvor bei einer Wahlkampfveranstaltung angedeutet, dass er eine Ausweitung der Sperre auf Facebook und YouTube in Betracht ziehe. Am 27. März 2014 teilte die Telekommunikationsbehörde mit, sie habe administrative Maßnahmen gegen die Videoplattform ergriffen. Kurze Zeit später war YouTube nicht mehr erreichbar. Dort hatten vorher am gleichen Tage Regierungskritiker einen Gesprächsmitschnitt veröffentlicht, auf dem hochrangige Politiker und Militärs über die Suche nach einem vorgeschobenen Grund beraten, um militärisch gegen Syrien vorgehen zu können.
Der türkische Provider TTNET, eine Tochter der Türk Telekom, sperrte auch den Zugang zur Website von Tor, auf der Anonymisierungssoftware von diesem Netzwerk heruntergeladen werden kann. Damit soll verhindert werden, dass Seiten wie YouTube auf dem Umweg über einen Proxy-Server erreicht werden können.
Am 29. April 2017 sperrte die türkische Regulierungsbehörde BTK den Zugriff auf sämtliche Sprachausgaben von Wikipedia, weil Wikipedia „Teil einer Hetzkampagne gegen die Türkei auf der internationalen Bühne“ sei. Die Sperre wurde am 15. Januar 2020 nach einem Gerichtsurteil wieder aufgehoben.

### Haltung zu Schwangerschaftsabbruch und Stellung der Frau
Erdoğan kündigte im Mai 2012 an, das seit etwa 30 Jahren in der Türkei geltende liberale Abtreibungsrecht zu verschärfen. Er bezeichnete Schwangerschaftsabbrüche als „Mord“. Im Anschluss einer UN-Konferenz zur Bevölkerungsentwicklung äußerte Erdoğan: „Ich bin ein Regierungschef, der gegen den Kaiserschnitt ist. Ich betrachte Abtreibung als Mord.“ Gegen die geplante gesetzliche Neuregelung wurde in Istanbul protestiert.
Am 24. November 2014 sprach sich Erdoğan in einer Rede vor dem Frauenverband Kadem gegen eine völlige Gleichberechtigung von Mann und Frau aus. Zur Begründung verwies er darauf, dass Frauen aufgrund ihrer „zierlichen Statur“ nicht dieselbe Arbeit verrichten könnten wie Männer; während der Schwangerschaft oder der Zeit des Stillens könnten sie nicht unter gleichen Bedingungen arbeiten wie Männer. Weiter erklärte er, der Islam habe für Frauen die Rolle der Mutter vorgesehen. Da Feministinnen die Mutterrolle nicht akzeptierten, könne man ihnen den besonderen Stellenwert der Frauen im Islam nicht erklären. Gleichzeitig verurteilte er häusliche Gewalt gegen Frauen in der Türkei. Sie verstoße „gegen die Regeln des Islam als Friedensreligion“.
Im Mai 2016 sagte er bei einer im Fernsehen übertragenen Rede „Wir wollen viel mehr Nachkommen haben. Andere reden über Verhütung. Keine muslimische Familie sollte so etwas tun.“ Niemand könne Gottes Werk beeinflussen; seine Aufforderung richte sich in erster Linie an Frauen. Erdoğan sprach sich wenige Tage später dagegen aus, dass Frauen arbeiten gehen, wenn sie dafür Mutterschaft und Hausfrauentum ablehnen.
Der Vorschlag stieß in der Türkei auf scharfe Kritik. Frauenrechtlerinnen und Juristen bezeichneten den Entwurf als in sich widersprüchlich und warnten, dass er einer Amnestie für Straftäter gleichkomme. Die Anwältin Arzu Aydogan erklärte, der Vorschlag „öffne Missbrauch Tür und Tor“ und könne dazu führen, Kinderehen zu legitimieren.
Im März 2021 trat die Türkei durch ein Dekret von Erdoğan aus dem im Jahr 2014 in Istanbul beschlossenen Übereinkommen des Europarats zur Verhütung und Bekämpfung von Gewalt gegen Frauen und häuslicher Gewalt mit der Begründung aus, es schade der Einheit der Familie und fördere Scheidungen. Zu dieser Entscheidung gab es unterschiedliche Interessenslagen in Erdoğans Familie. Im Jahr 2020 hatte sich die Frauenorganisation Kadem (und damit auch Erdoğans Tochter, Sümeyye Erdoğan, als Vorsitzende des Vereins) für einen Verbleib der Türkei im Übereinkommen ausgesprochen. Dagegen lehnte die Jugendorganisation TÜGVA (und damit auch Erdoğans Sohn, Bilal Erdoğan, als Vorsitzender des Vereins) das Übereinkommen ab.

### Haltung zu Kinderehen
Im November 2016 brachte die islamisch-konservative Regierungspartei AKP einen umstrittenen Gesetzesvorschlag ein. Dieser sah vor, dass Männer straffrei bleiben können, wenn sie ihr minderjähriges Missbrauchsopfer heiraten. Nach Medienberichten beinhaltete der Entwurf die Möglichkeit, die Vollstreckung der Strafe auszusetzen, wenn die Ehe geschlossen wird und der sexuelle Missbrauch vor dem 16. November 2016 stattfand.
Im Dezember 2022 geriet der türkische Präsident Recep Tayyip Erdoğan durch einen Fall von Kinderehe unter Druck, der vor über 20 Jahren stattgefunden hatte. Der Anführer der islamischen Hiranur-Sekte soll seine Tochter als Kleinkind zwangsverheiratet haben. Die linke Tageszeitung BirGün deckte die Geschichte der heute 24-jährigen Frau H.K.G. auf. Der Skandal trifft vor allem die islamisch-konservative Regierungspartei Adalet ve Kalkınma Partisi (AKP) und deren Vorsitzenden Erdoğan, da die AKP seit Jahren Sekten wie Hiranur unterstützt.
Die Ehe von H.K.G. und İstekli wurde zunächst von einem Imam durchgeführt, bevor sie mit ihrem 18. Lebensjahr standesamtlich legalisiert wurde. Kurz darauf verließ H.K.G. die Sekte und reichte die Scheidung ein, die im November 2020 vollzogen wurde. Direkt nach der Scheidung erstattete sie Strafanzeige gegen ihren Ex-Mann und ihre Eltern wegen Kindesmissbrauchs und erzwungener Heirat. Trotz der Anzeige blieben Ermittlungen aus, bis BirGün im Jahr 2022 den Fall publik machte.
Seit Beginn der AKP-Regierung unter Erdoğan häufen sich Berichte über Kinderehen und Mehrfachheiraten, gegen die nicht vorgegangen wird. Gleichzeitig verbreiten die türkische Religionsbehörde Diyanet und islamische Sektenführer wiederholt Gutachten, wonach Mädchen nach ihrer ersten Menstruation als heiratsfähig gelten. Offiziell liegt das Mindestalter für Eheschließungen in der Türkei bei 18 Jahren, in Ausnahmefällen jedoch bereits bei 16 Jahren.
Der Skandal löste nicht nur in sozialen Medien eine Welle der Empörung aus, sondern führte auch zu Drohungen gegen BirGün und den Reporter Timur Soykan. Der öffentliche Druck brachte die Ermittlungen voran, und die Istanbuler Staatsanwaltschaft forderte schließlich hohe Haftstrafen für İstekli und die Eltern von H.K.G. Der Fall zog auch politische Konsequenzen nach sich: Oppositionsführer Kemal Kılıçdaroğlu beschuldigte die Regierung, radikale Islamisten durch ihr Schweigen und Wegschauen zu unterstützen. Justizminister Bekir Bozdağ wurde vorgeworfen, die Ermittlungen absichtlich verschleppt zu haben. Schließlich äußerte sich auch Erdoğan: „Kinderheiraten mit 13 oder 14 Jahren können wir nicht akzeptieren. Das Ganze ist eine einzige Tragödie.“

### Haltung zur Todesstrafe
Die Türkei hatte die Todesstrafe 2002, außer für Verbrechen im Krieg, im Zuge ihrer EU-Beitrittsbemühungen abgeschafft, während der Zeit Erdoğans als Ministerpräsident wurde in der Türkei 2004 die Todesstrafe vollständig abgeschafft. Allerdings setzt sich Erdoğan seit 2012 für ihre Wiedereinführung ein. Er begründet dies damit, dass sie auch in Staaten wie den USA und der Volksrepublik China praktiziert werde.

### Beleidigung des Staatspräsidenten
Artikel 299 des türkischen Strafgesetzbuchs stellt die Beleidigung des Staatspräsidenten unter ein- bis vierjährige Haftstrafe. Die Strafverfolgung ist ohne Verfolgungsermächtigung des Justizministers nicht möglich. In den ersten sieben Monaten von Erdoğans Amtszeit als Staatspräsident erteilte der Justizminister bei 236 Anträgen 105 Verfolgungsermächtigungen. In acht dieser Fälle kam es zu einer Haft. Im Vergleich dazu kam es in der siebenjährigen Amtszeit Abdullah Güls bei 1359 Anträgen zu 545 Verfolgungsermächtigungen, und in keinem der Fälle kam es zu einer Haft. Anfang März 2016 erklärte der türkische Justizminister Bekir Bozdağ, dass sein Ministerium im Verlauf von Erdoğans Amtszeit 1845 Ermächtigungen erteilt habe. Laut dem Politikwissenschaftler Kerem Altıparmak ist dies eine Steigerung um 500 Prozent im Vergleich zur Amtszeit von Ahmet Necdet Sezer im Jahr 2007. Die Verfahren betreffen Facebook-Einträge ebenso wie Transparente bei Demonstrationen. Für Aufsehen sorgte ein Gerichtsverfahren in Diyarbakır gegen zwei Kinder im Alter von 12 und 13 Jahren, die ein Erdoğan-Poster zerrissen hatten und sich nun trotz eines Gutachtens, das ihnen mangelnde Urteilskraft (vgl. Art. 31 Abs. 2 tStGB) attestierte, mit einer drohenden Haftstrafe konfrontiert sahen. Neben den Strafsachen eröffneten Erdoğans Anwälte zahlreiche Zivilprozesse, in denen Entschädigungen für Beleidigungen in Höhe von vielen Millionen TL gefordert werden. Journalisten in und außerhalb der Türkei werten die Ermittlungen und Prozesse als Eingriff in die freie Meinungsäußerung und als Mittel zur Einschüchterung der Opposition. Der Jurist Christian Rumpf schreibt:

„Dass ein Staatspräsident besonderen Ehrschutz genießt, ergibt sich aus der Natur seines Amtes. Eine kritische Dimension erlangt allerdings eine Vorschrift wie die des Art. 299 StGB (Cumhurbaşkanına hakaret – Beleidigung des Präsidenten der Republik) in einem Umfeld, wo der Präsident der Republik selbst die ihm durch die Verfassung gesetzten Grenzen überschreitet und dadurch der Öffentlichkeit besondere Angriffsflächen für Kritik bietet. Wenn schon unter Privatleuten die Abwägung zwischen Ehrschutz des einen und Meinungsäußerungsfreiheit des anderen nicht immer leicht fällt, gilt dies noch mehr im politischen Leben. Der Umstand, dass die Verfolgung einer solchen Tat der Genehmigung durch das Justizministeriums [sic] bedarf, wirft noch weitere Fragen auf, weil hier dann auch noch die Exekutive in die ordnungsgemäße Tätigkeit der Justiz eingreifen darf, also letztlich darüber entscheidet, wie weit die Ehre des Präsidenten geht und wo ihre Schutzwürdigkeit aufhört.“

#### Türkische Einflussnahme auf Kritiker in Deutschland
Türkische Sicherheitsbehörden gehen gezielt gegen Kritiker Erdoğans in Deutschland vor. Nach Recherchen von NDR, WDR und der Süddeutschen Zeitung suchen Ermittler aus Ankara in solchen Fällen auch die Zusammenarbeit mit deutschen Behörden. Politisch brisante Anfragen der Türkei bleiben jedoch häufig unbeantwortet oder werden, wie beispielsweise im Land Berlin, grundsätzlich zurückgeschickt.

#### Umfang der türkischen Rechtshilfeersuchen
Die meisten Justizministerien der Bundesländer erfassen türkische Rechtshilfeersuchen nicht statistisch, weshalb die Zahl solcher Fälle unklar bleibt. Auch die türkische Botschaft in Deutschland wollte keine Angaben dazu machen, wie viele entsprechende Anfragen zuletzt gestellt wurden.

#### Fall Ibrahim Ö.
Ein besonders brisanter Fall ereignete sich im August 2018 in Mecklenburg-Vorpommern. Über das türkische Generalkonsulat in Berlin wandte sich die Staatsanwaltschaft im türkischen Iğdır an die Staatsanwaltschaft Neubrandenburg, um gegen Ibrahim Ö., einen in Deutschland lebenden Flüchtling, vorzugehen. Anlass waren vier Facebook-Posts, die Ibrahim Ö. lediglich geteilt haben soll und die den türkischen Präsidenten Erdoğan kritisierten. Einer der Beiträge enthielt ein kurdisches Wortspiel, in dem Erdoğan als „Kerdogan“ (kurdisch für „Esel“) bezeichnet wurde.
Die Staatsanwaltschaft Neubrandenburg eröffnete im März 2018 ein Verfahren gegen Ibrahim Ö. wegen des „Verdachts der Beleidigung zum Nachteil des türkischen Präsidenten Erdoğan“ und ließ ihn durch den Staatsschutz vernehmen. Dem Vorwurf der Mitgliedschaft in einer terroristischen Vereinigung, der ebenfalls im türkischen Ersuchen genannt wurde, ging die deutsche Behörde hingegen nicht nach. Problematisch war, dass die Staatsanwaltschaft ursprünglich plante, Daten und Aussagen von Ibrahim Ö. an das türkische Generalkonsulat zu übermitteln. Laut Lukas Theune, dem Anwalt von Ibrahim Ö., hätte dies den Mandanten und seine Familie erheblich gefährdet.
Ibrahim Ö. kritisierte das Vorgehen der deutschen Behörden scharf. Laut seines Anwalts sei das bloße Teilen von Facebook-Inhalten nach deutscher Rechtsprechung nicht strafbar. Besonders gravierend sei der Plan, persönliche Daten an türkische Behörden zu übermitteln.

## Außenbeziehungen

Auslandsreisen von Präsident Erdoğan

### Verhältnis zum Westen

#### Beziehung zur Europäischen Union

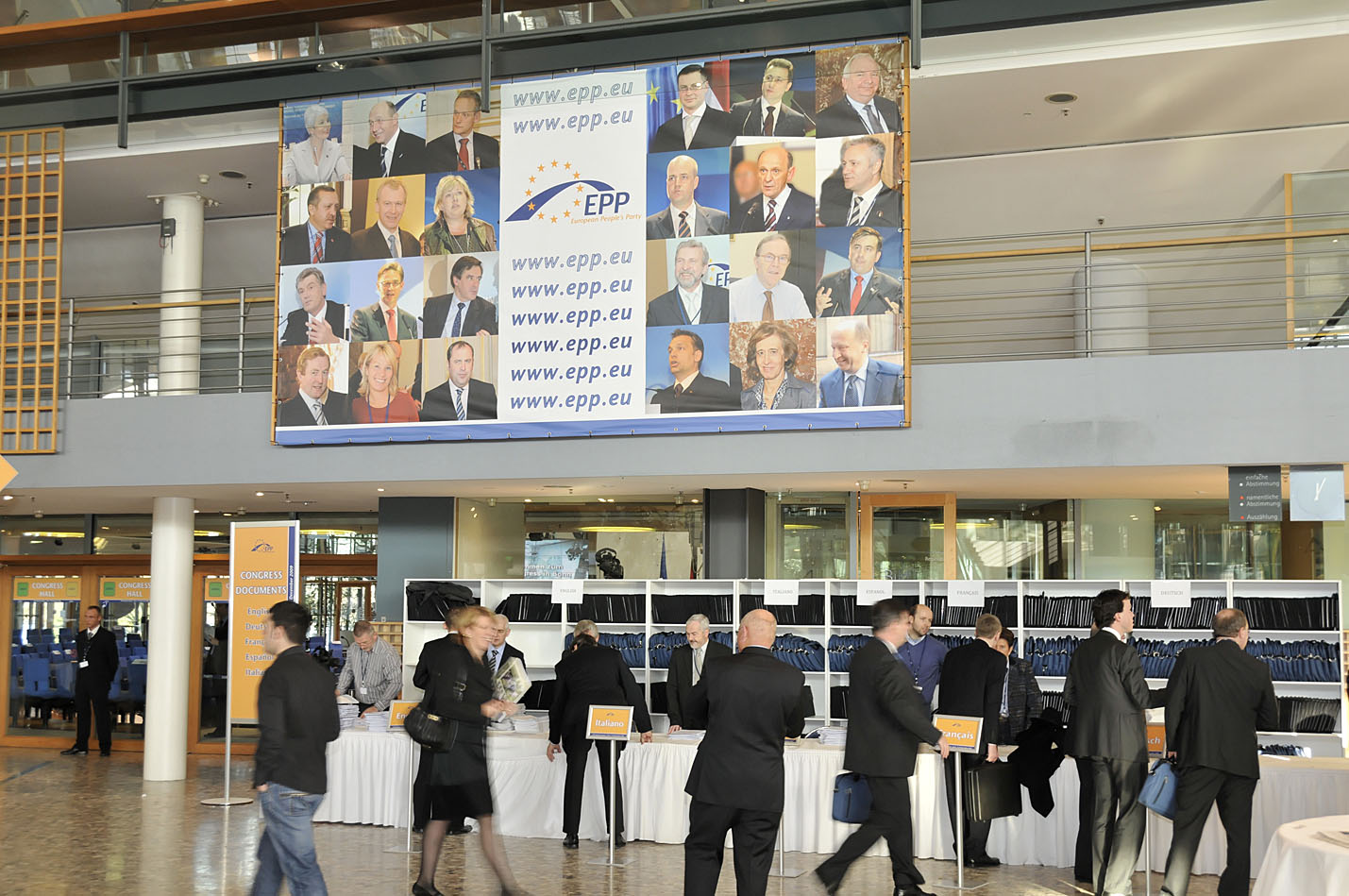
Bild von Erdoğan (links) auf einem Plakat der Europäischen Volkspartei, Bonn 2009

Erdoğan wich während seiner Regierungszeit von der traditionell proeuropäischen und prowestlichen Politik früherer türkischer Regierungen ab. In seine Amtszeit fällt zwar die offizielle Eröffnung der Beitrittsverhandlungen mit der Europäischen Union. Sein Regierungskurs ist jedoch nicht bedingungslos proeuropäisch. So gerieten die Beitrittsverhandlungen in den Jahren 2009 und 2010 zunehmend ins Stocken, weil Ankara sich weigert, türkische Häfen für zypriotische Schiffe zu öffnen.
Dem Journalisten Maximilian Popp zufolge hat sich Erdoğan zu Anfang seiner Regierungszeit den Europäern nur angenähert, um das Militär und die Justiz zurückzudrängen und religiöse Freiheiten zu etablieren. In seiner Außenpolitik tendiert er nach starken Wahlsiegen zu Alleingängen und stimmt sich weniger mit seinen europäischen Partnern ab. Mit Blick auf die EU-Fähigkeit nennt der Spiegel ihn einen Autokraten.
Ende November 2016 drohte Erdoğan damit, Flüchtlinge wieder nach Europa reisen zu lassen („Wenn Sie noch weiter gehen, werden die Grenzen geöffnet, merken Sie sich das“). Kurz zuvor hatte das EU-Parlament mit großer Mehrheit eine Entschließung verabschiedet, die Beitrittsgespräche auszusetzen. Am 7. Dezember 2017 besuchte Erdoğan Griechenland. Dies war der erste Besuch eines türkischen Staatsoberhaupts seit 1952 in Griechenland.
Im Verlauf des Wahlkampfes zum Verfassungsreferendum 2017 ging Erdoğan verstärkt in Konfrontation zur EU und dessen Mitgliedsstaaten wie Deutschland.
Im Jahr 2020 rief Erdoğan zu einem Boykott französischer Waren auf und bezeichnete die europäischen Staats- und Regierungschefs als Faschisten. Im Mai 2021 beantragte die Türkei unter Erdoğan eine Beteiligung an dem europäischen Verteidigungsbündnis PESCO.

#### Vorwurf der Terrorunterstützung gegenüber Deutschland, USA, Schweden und Finnland

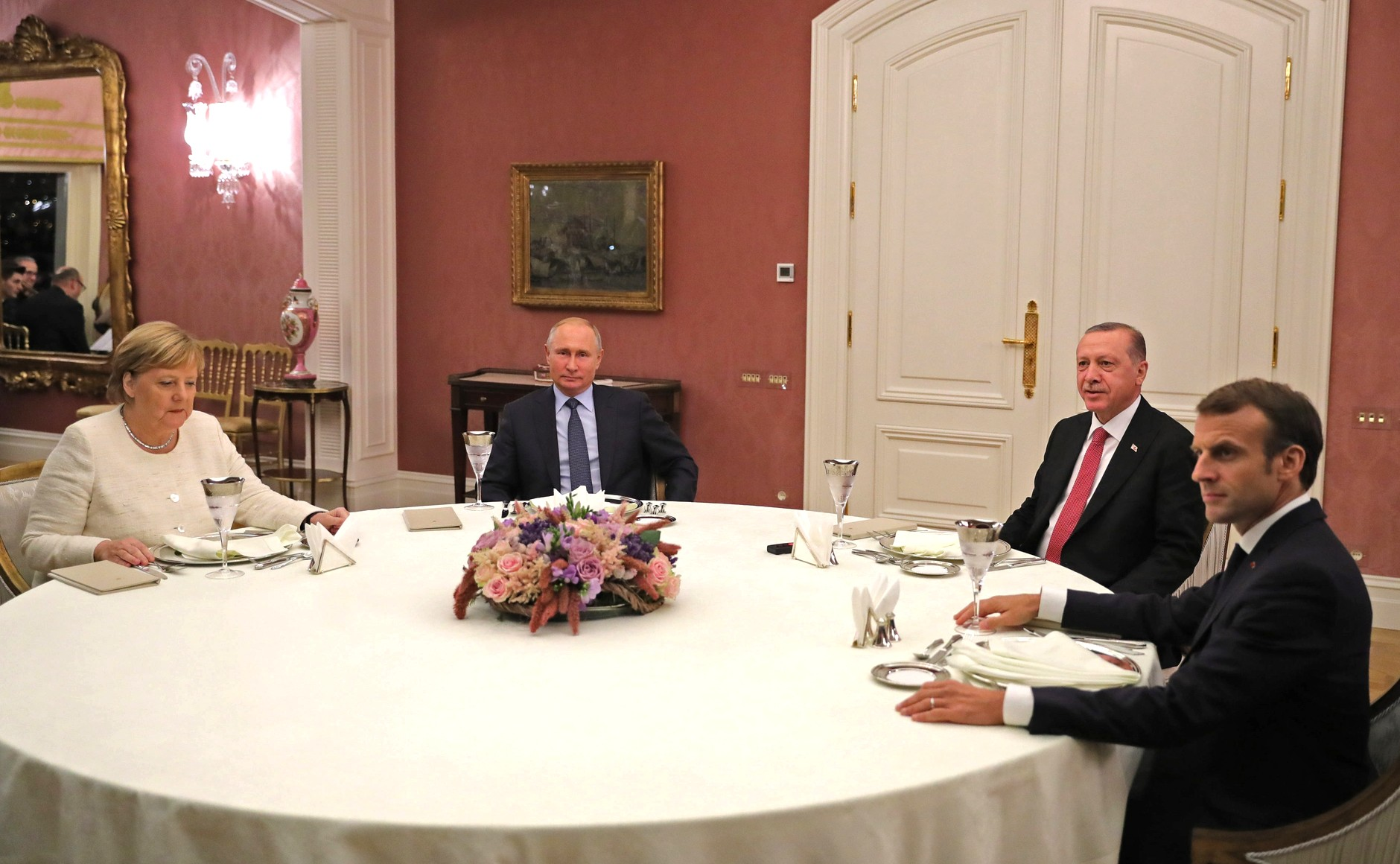
Abendessen zwischen den Führern der Türkei, Deutschlands, Frankreichs und Russlands 2018 in Istanbul

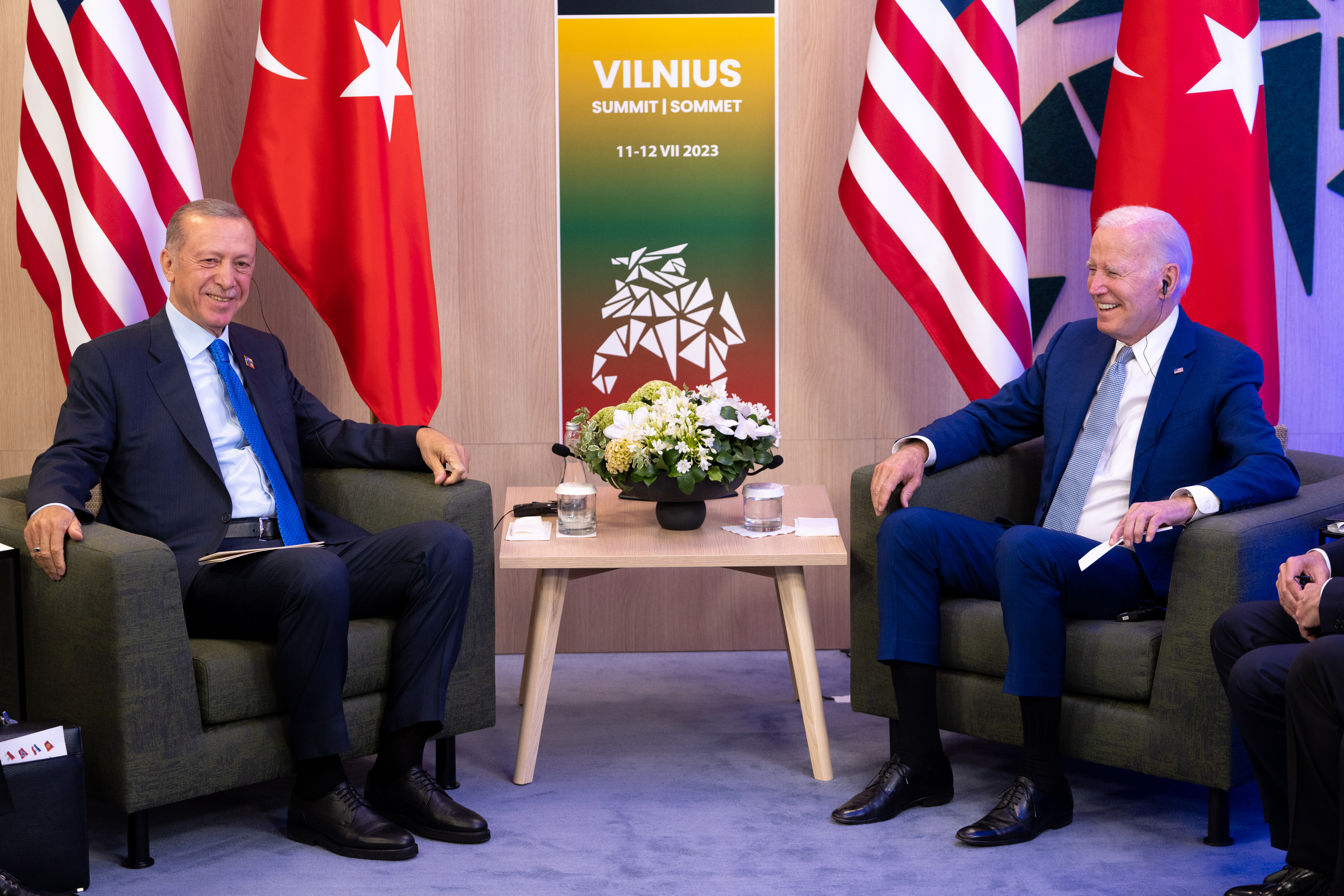
Erdoğan mit Joe Biden in Vilnius im Juni 2023

Erdoğan warf am 3. November 2016 Deutschland vor, Terroristen zu beherbergen, namentlich Mitglieder der Arbeiterpartei Kurdistans (PKK) sowie der Revolutionären Volksbefreiungspartei-Front (DHKP-C). Deutschland sei eines der wichtigsten Aufnahmeländer für „Terroristen“ geworden.
Ende Dezember 2016 hat Erdoğan der von den Vereinigten Staaten geführten Koalition vorgeworfen, die Extremistenorganisation Islamischer Staat, die Kurdengruppe PYD sowie deren militante Volksverteidigungseinheiten (YPG) zu unterstützen und dass es dafür auch Beweise gebe.
Am 3. März 2017 bezichtigte er Deutschland, bzw. seine Behörden, direkt der Unterstützung des Terrorismus und Deniz Yücel als einen Agenten der Bundesrepublik.
Im Jahr 2021 bezeichnete Erdoğan die Botschafter von zehn westlichen Staaten, darunter die USA und Deutschland, als „unerwünschte Personen“ und drohte mit deren Ausweisung, nachdem diese die Freilassung des inhaftierten Philanthropen Osman Kavala gefordert hatten.
Weil Schweden und Finnland in den Jahren von 2017 bis 2021 auf die Auslieferungsersuchen der Türkei ablehnend reagierten, warf Erdoğan den beiden Ländern vor, die PKK und die YPG zu unterstützen. Als die beiden Länder in der Folge des russischen Überfalls auf die Ukraine eine NATO-Mitgliedschaft planten, kündigte Erdoğan an, dass die Türkei als NATO-Mitglied ein Veto gegen den Beitrittsprozess einlegen werde. Er sagte diesbezüglich auch, dass „skandinavische Länder … ein Gästehaus für Terrororganisationen“ seien. Am 30. März 2023 ratifizierte schließlich die Türkei als letzter ausstehender Mitgliedsstaat den NATO-Beitritt Finnlands. Hatte Erdoğan am 10. Juli 2023 eine Wiederaufnahme von EU-Beitrittsverhandlungen zur Voraussetzung für seine Zustimmung zum Beitritt Schwedens zur NATO gemacht, erklärte er noch am selben Tag, dass er dem NATO-Beitritt Schwedens zustimmen werde. Das türkische Parlament stimmte am 23. Januar 2024 der Aufnahme Schwedens in die NATO zu. Zwei Tage später wurde die Entscheidung im türkischen Amtsblatt veröffentlicht und galt damit als offizielle Ratifizierung.

### Beziehung zur Autonomen Region Kurdistan im Irak
Nach anfänglicher Ablehnung und Skepsis der türkischen Regierung, eine Autonomie der Kurden im Irak könne auch Autonomiebestrebungen der Kurden in der Türkei bestärken, etablierten sich zeitweise enge wirtschaftliche und kulturelle Beziehungen zwischen der Autonomen Region Kurdistan im Nord-Irak und der Türkei. In einem im März 2016 mit Al-Monitor geführten Interview lobte Masud Barzani, der Präsident der Autonomen Region Kurdistan im Nordirak, den türkischen Präsidenten als einen Politiker, der sich wie kein anderer vor ihm um ein gutes Verhältnis zwischen Türken und Kurden bemüht habe, und bezeichnete die von Erdoğan mitgegründete AKP deshalb als eine historische Chance für die Kurden für einen unabhängigen Staat in friedlicher Nachbarschaft zur Türkei.
Die Türkei entsandte Militärberater und Soldaten in die Autonome Region Kurdistan, um die regionalen Streitkräfte, die Peschmerga, auszubilden. Die Zentralregierung des Irak kritisierte im Dezember 2015 diesen Schritt.

### Beziehung zu östlichen Nachbarstaaten

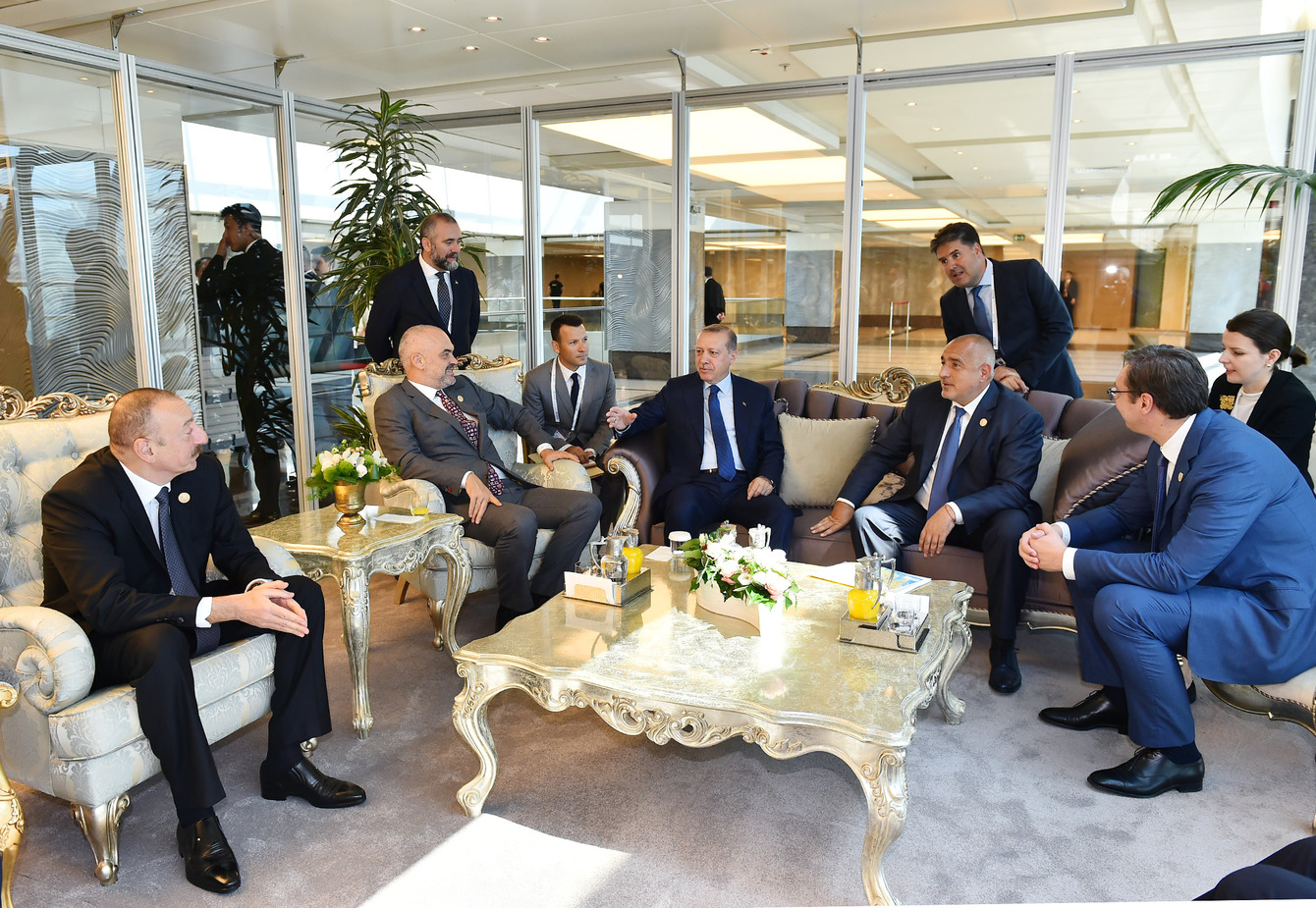
Treffen zwischen den Führern der Türkei, Albaniens, Aserbaidschans, Serbiens und Bulgariens in Istanbul, 2017

Zu Beginn seiner Amtszeit maß Erdoğan guten Beziehungen zu den östlichen Nachbarn der Türkei erhebliches Gewicht bei. In seiner Regierungszeit kam es zu einer wesentlichen Aufwertung der Beziehungen zu Syrien und zum Iran. Erdoğan monierte, der Iran würde im Streit um das iranische Atomprogramm vom Westen ungerecht behandelt. „Wer selber über Atomwaffen verfüge, könne nicht das Nuklearprogramm Teherans kritisieren.“ Mahmud Ahmadineschad sei „ohne Zweifel unser Freund“.
Als der Bergkarabachkonflikt im Herbst 2020 fortgeführt wurde, versorgte Erdoğan Aserbaidschan im Kampf gegen Armenien mit 1000 bis 4000 syrischen Söldnern (die unter anderem aus syrischen Flüchtlingslagern rekrutiert wurden und zuvor teilweise in der Hamza-Brigade eingesetzt waren) und Drohnen. Erdoğan „verurteilte Armeniens Angriff auf aserbaidschanisches Territorium“ und verkündete, dass die Türkei „mit all ihren Mitteln an der Seite Aserbaidschans“ stehe.

### Beziehung zu Syrien und den syrischen Kurden
Die syrisch-türkischen Beziehungen bzw. die Beziehungen der türkischen Regierung zur syrischen Diktatorenfamilie Al-Assad galten bis zum Bürgerkrieg in Syrien als überaus gut. Die Familien von Erdoğan und Al-Assad sind gar miteinander im Urlaub gewesen. Im Verlauf des syrischen Bürgerkriegs jedoch, als der diktatorisch regierende Staatspräsident Baschar al-Assad das syrische Militär ohne Rücksicht auf die Zivilbevölkerung im Inland einsetzte, distanzierte sich Erdoğan öffentlich und ließ sowohl die Al-Nusra-Front mit Waffen beliefern, als auch das Rebellenbündnis Syrische Nationale Armee (SNA) und die HTS unterstützen. Die SNA gilt den türkischen Streitkräften inoffiziell gar als unterstellt. Außerdem versuchte Erdoğan Baschar al-Assad zu Verhandlungen mit syrischen Oppositionsbündnissen zu bewegen, damit die 3,2 Millionen syrischen Flüchtlinge in der Türkei in ihre Heimat zurückkehren können. Auch wollte Erdoğan, dass die syrischen Kurden im Norden Syriens auf die Ostseite des Euphrat gedrängt werden. Die Türkei betrachtet die Autonome Administration von Nord- und Ostsyrien (Westkurdistan) als Bedrohung für die nationale Sicherheit und bekämpft sie. Erdogan ließ dafür im syrischen Bürgerkrieg Nordsyrien von türkischen Streitkräften besetzen. Infolge der türkischen Besetzung Nordsyriens wird gegen Erdoğan der Vorwurf erhoben, syrische Jesiden und syrischen Kurden aus dem Norden Syriens zu vertreiben, um in der Grenzregion zur Türkei syrische Araber anzusiedeln (ethnische Säuberung). Die türkische Staatsführung um Erdoğan versucht mit der Besetzung Nordsyriens zu verhindern, dass die Arbeiterpartei Kurdistans (PKK) über ihren syrischen Ableger, die PYD/YPG, einen Staat an der Grenze zur Türkei errichtet. Baschar al-Assad war jedoch auch nach mehrmonatigen bi- und multilateralen Beratungen im Jahr 2024 zu keinerlei Zugeständnissen an die Türkei wie an die von der Türkei unterstützte syrische Opposition bereit und es kam zu keiner Einigung. Laut Berichten hat Erdoğan die im November 2024 begonnene Großoffensive der syrischen Rebellen, die zum Sturz des Assad-Regimes führte, zwar nicht befohlen, die Pläne aber lange im Voraus gekannt und gebilligt. Beobachter erwarten, dass sich der Umbruch in Syrien sowohl im Blick auf den Einfluss der Türkei in der Region als auch innenpolitisch für Erdoğans Position sehr günstig auswirkt. Auch er selbst sieht sich gestärkt und erklärte bei einem „Treffen mit der Jugend“ in Gaziantep am 8. Dezember 2024 unter dem unmittelbaren Eindruck der Ereignisse, es gebe jetzt „nur noch zwei Führer in der Welt, mich und Wladimir Putin“. Alle anderen seien „eliminiert“ worden.
Auch nach dem Sturz des Assad-Regimes soll die türkische Besetzung Nordsyriens laut Erdoğan aufrechterhalten werden. Der Bürgerkrieg in Syrien hielt auch nach dem Ende des Assad-Regimes aufgrund der Kämpfe zwischen der von der Türkei unterstützten SNA und dem Militär Westkurdistans an. Zudem ließ Erdoğan Westkurdistan bombardieren.

### Beziehung zu arabischen und afrikanischen Staaten
Einen wichtigen Teil in Erdoğans Strategie, den Einfluss der Türkei in der Welt auszubauen, machen die afrikanischen Staaten aus. War die Türkei vor Erdoğan kaum in Afrika präsent, änderte sich dies mit ihm. Betrug das Außenhandelsvolumen mit Afrika im Jahr 2003 noch rund fünf Milliarden US-Dollar, lag es im Jahr 2020 bei etwa 25 Milliarden.
Erdoğan ist mehr als 24-mal auf den afrikanischen Kontinent gereist. Gab es im Jahr 2009 zwölf türkische Botschaften auf dem Kontinent, eröffnete die Türkei unter Erdoğan dort 31 weitere Botschaften. Unter Erdoğan wurden zahlreiche Rüstungsexportabkommen mit afrikanischen Staaten geschlossen.
Erdoğan verteidigte den sudanesischen Staatschef Omar al-Baschir, gegen den der Internationale Strafgerichtshof in Den Haag einen Haftbefehl wegen Verbrechen gegen die Menschlichkeit und Kriegsverbrechen im anhaltenden Darfur-Konflikt erlassen hatte, mit den Worten: „Ein Muslim kann keinen Völkermord begehen.“
Nach der Absetzung des ägyptischen Präsidenten Mohammed Mursi (Juli 2013) kühlten die Beziehungen zwischen der Türkei und Ägypten zunächst stark ab. Erdoğan nannte den Umsturz in Ägypten 2013 einen Staatsstreich und warf Israel vor, daran beteiligt gewesen zu sein.
Im libyschen Bürgerkrieg versorgte er, trotz eines per UN-Beschluss verhängten Embargos, die Konfliktpartei von Fayiz as-Sarradsch mit Waffen und syrischen Söldnern und nahm so massiv Einfluss auf den Kriegsverlauf.

### Beziehung zu Russland

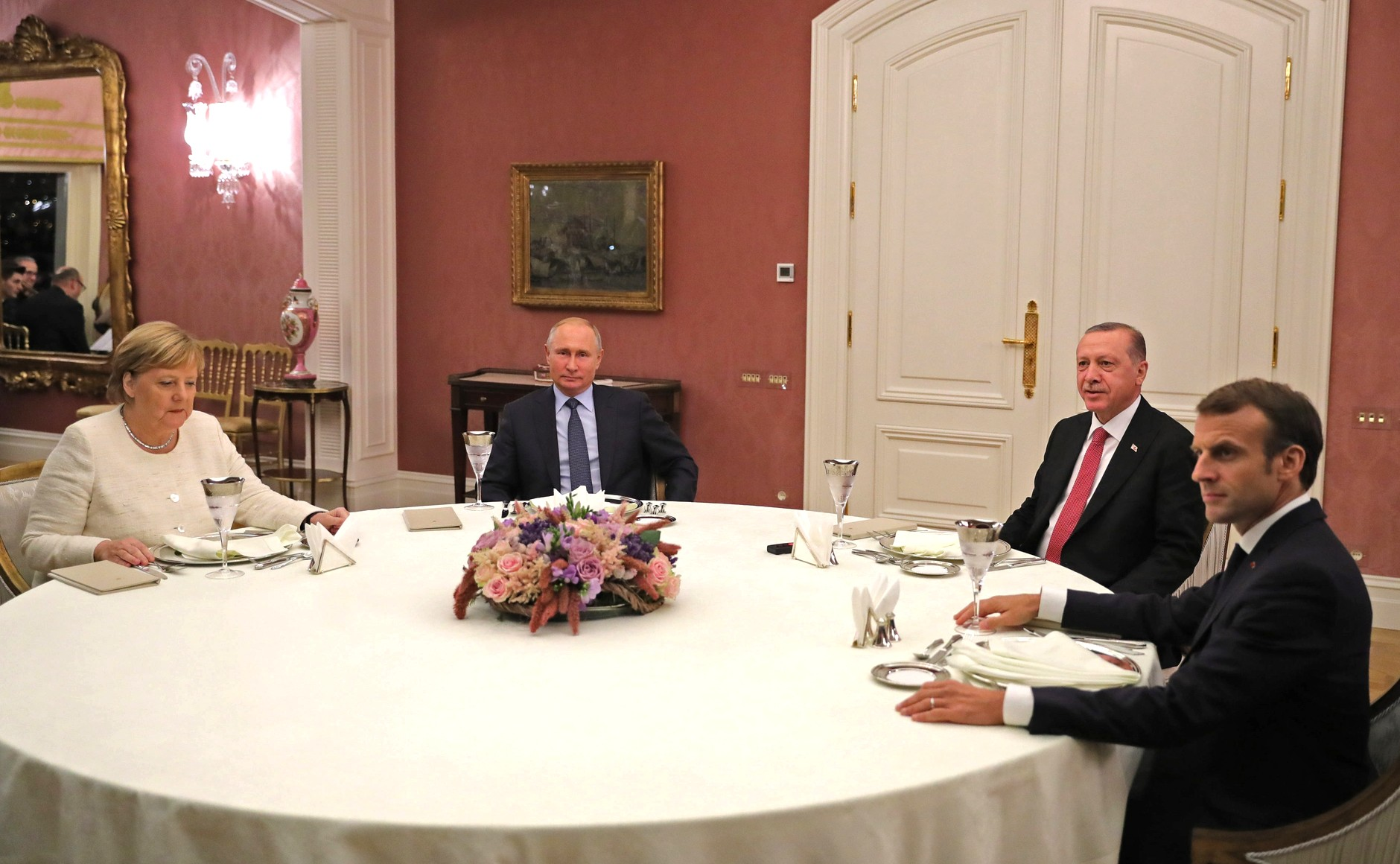
Merkel, Putin, Erdoğan und Macron in Istanbul im 2018

Erdoğan übte bereits mehrfach Kritik am russischen Präsidenten Wladimir Putin. Beispielsweise verurteilte er ihn aufgrund seiner Unterstützung der Regierung von Baschar al-Assad im Bürgerkrieg in Syrien. Dennoch schrieb der Journalist Gerd Höhler im Dezember 2014 von einer echten „Männerfreundschaft“ zwischen ihm und Putin, da Russland größter Energielieferant und zweitgrößter Handelspartner der Türkei sei. Die Freundschaft verschlechterte sich gegen Ende 2015, als Russland Luftangriffe gegen Positionen der Rebellen in Syrien zu fliegen begann und es zu mehreren Zwischenfällen zwischen dem russischen und dem türkischen Militär kam. Vor allem der Abschuss eines russischen Kampffliegers durch die türkische Armee und die anfängliche Weigerung Ankaras, sich dafür zu entschuldigen, trugen zur Verschlechterung der Beziehung bei. Außerdem wurde Erdoğans Familie vom stellvertretenden russischen Verteidigungsminister Anatoli Iwanowitsch Antonow des Ölhandels mit dem IS beschuldigt. Erst im Juli 2016 kam es zu einer Entschuldigung seitens Erdoğans bezüglich des Abschusses des russischen Kampffliegers, was die Beziehungen zwischen Russland und der Türkei erneut verbesserte.
Während des Russisch-Ukrainischen Krieges schlossen die beiden Kriegsparteien unter Vermittlung der Türkei und der Vereinten Nationen im Jahr 2022 ein Abkommen für den sicheren Transport von Getreide und Lebensmitteln aus ukrainischen Häfen.
Im September 2024 forderte Erdoğan die Rückgabe der von Russland annektierten Halbinsel Krim an die Ukraine. Erdoğan erklärte, dass dies das Völkerrecht erfordere.

### Verhältnis zu China
Die uigurische Frage war immer ein Streitpunkt in den bilateralen Beziehungen zwischen China und der Türkei. Innergesellschaftliche Macht- und Interessenkonstellationen in der Türkei sind geprägt durch religiöse und nationalistische Akteure, die sich für die unterdrückten Uiguren starkmachen. Bei diesen nationalistischen und religiösen Kräften handelt es sich um eine Wählerbasis des Präsidenten Recep Tayyip Erdoğan. Daher war die Türkei jahrzehntelang einer der größten Fürsprecher der Uiguren. Erdoğan inszeniert sich oft als Beschützer bedrängter Glaubensbrüder, so etwa während der Massenflucht der Rohingya aus Burma 2017. 
2009 nannte Erdoğan die chinesische Politik gegenüber den Uiguren, einer muslimisch geprägten türkischen Minderheit in China, noch „gleichbedeutend mit einem Genozid“. Der Premier betonte 2019: „Die Schmerzen der türkischen Uiguren sind unsere Schmerzen“, die Uiguren nannte er „unsere Verwandten, unsere Brüder“. Doch am selben Tag gab das türkische Außenministerium eine sehr vorsichtig formulierte Erklärung heraus, in der von der „großen Bedeutung“ der türkisch-chinesischen Beziehungen die Rede war. Zur letzten Zuspitzung kam es 2016, als Peking Ankara vorwarf, mit seiner Asylpolitik den Zustrom radikalisierter Uiguren nach Syrien zu fördern. Bis zum Jahr 2017 war die Türkei für viele Uiguren aufgrund ihrer kulturellen und sprachlichen Nähe eine zweite Heimat. Sie flohen in die Türkei, wenn sie politisch verfolgt wurden. In der Türkei leben zehntausende uigurische Flüchtlinge.
Ab 2012 war die Zusammenarbeit zwischen China und der Türkei verstärkt worden und die Aussagen zu den Uiguren wurden vorsichtiger. Seit dem Jahr 2017 lässt sich die Tendenz beobachten, dass Erdoğan das Schicksal der Uiguren zunehmend den eigenen wirtschaftlichen Interessen unterordnet. Bestätigt ist, dass die türkische Regierung bei der gewaltsamen Rückführung unschuldiger Uiguren nach China mitgewirkt hat. Nach einer UN-Konferenz im Jahr 2019, in der die Umerziehungslager in Xinjiang kritisiert wurden, erfolgte seitens der Regierung von Präsident Erdoğan keine Erwähnung der Lager, in denen mehr als eine Million Menschen indoktriniert und vom islamischen Glauben abgebracht werden sollen. Ein regierungsnaher Journalist bezeichnete die Berichterstattung über die Umerziehungslager gar als "Verleumdungskampagne westlicher Medien". Diese Kehrtwende in der türkischen Politik ist auch in der uigurischen Diaspora in der Türkei spürbar. Des Weiteren befinden sich unter den Insassen der Umerziehungslager auch Uiguren mit türkischem Pass. Im Rahmen seiner Chinareise im Juli 2019 warnte Staatschef Recep Tayyip Erdoğan davor, das Thema zu missbrauchen, um die Türkei und China zu entzweien. „Die Empfindlichkeiten beider Seiten“ müssten in dieser Frage berücksichtigt werden, sagte Erdoğan und fügte hinzu, das einzige Anliegen der Türkei für die Uiguren in China sei, dass sie in Frieden und Wohlstand leben könnten.

### Verhältnis zu Israel und Haltung zum Nahostkonflikt
Im Gegensatz zu seinen Vorgängern nimmt Erdoğan zu Israel eine negative Haltung ein. Besonders belastet sind die türkisch-israelischen Beziehungen auch wegen des Nahostkonflikts. Wegen ihres Vorgehens gegen die Gaza-Hilfsflotte im Jahr 2010 bezichtigte Erdoğan die israelische Regierung des „inhumanen Staatsterrorismus“ und der „Verletzung internationalen Rechts“. Die Palästinenserbewegung Hamas aus dem Gazastreifen wird von Erdoğan nicht als Terrorgruppe eingestuft. Erdoğan beschuldigt die Vereinten Nationen im Jahr 2012, angesichts tödlicher israelischer Luftangriffe auf den Gazastreifen im Rahmen der Operation Wolkensäule untätig geblieben zu sein, und bezeichnete Israel als „terroristischen Staat“, der „unschuldige Kinder massakriert“.
Im Februar 2013 wurde Erdoğan von Seiten der USA und Israels heftig für seine Aussage kritisiert, der Zionismus sei ein „Verbrechen gegen die Menschlichkeit“. Wörtlich hatte er am 27. Februar 2013 auf einer Konferenz der Vereinten Nationen in Wien gesagt: „Genauso wie es bei Zionismus, Antisemitismus und Faschismus ist, wurde es nötig, auch Islamophobie als Verbrechen gegen die Menschlichkeit anzusehen.“
Im Zusammenhang mit dem Krieg im Gazastreifen im Jahr 2014 erklärte Erdoğan im Juli jenes Jahres, dass Israel ein „terroristischer Staat“ sei und die Israelis Adolf Hitler in Sachen Barbarei übertroffen hätten. Daraufhin forderte Jack Rosen, der Präsident des American Jewish Congress, Erdoğan wegen dessen antiisraelischer Äußerungen auf, den ihm 2004 vom AJC verliehenen „Courage“-Preis zurückzugeben.
Nach der Anerkennung von Jerusalem als Hauptstadt Israels durch Donald Trump im Mai 2018 ließ Erdoğan eine dreitägige Staatstrauer ausrufen, wies den israelischen Botschafter aus und zog die türkischen Botschafter in Tel Aviv zu Konsultationen ab. Israel wies daraufhin den türkischen Konsul in Jerusalem aus. Nach Ausschreitungen warf Erdoğan Israel vor, einen „Genozid zu verüben“ und ein „Apartheidstaat“ zu sein. Im darauffolgenden Monat sagte Erdoğan über Israel, dass es der „faschistischste und rassistischste Staat der Welt“ sei.
Im August 2020 bezeichnete der Mossad-Chef Yossi Cohen die Türkei offen als Bedrohung für Israel. Im Jahr 2022 wurde schließlich wieder eine Normalisierung der diplomatischen Beziehungen vereinbart.
Als im Zuge des im Mai 2021 wiedererstarkten Nahostkonflikts Österreich seine Unterstützung für Israel bekundete, sagte Erdoğan, dass er den österreichischen Staat verfluche und dieser wohl versuche, „die Rechnung für die Juden, die es einem Genozid unterzogen hat, den Muslimen auszustellen.“ Erdoğan bezichtigte Israel im selben Monat mehrmals des Terrorismus gegen die Palästinenser und erklärte, dass dies „in der Natur“ der Israelis liege.
Auch nach dem Terrorangriff der Hamas auf Israel im Jahr 2023 blieb Erdoğan bei seiner Haltung gegenüber der Hamas, dass diese keine Terrororganisation sei; er bezeichnete sie als „Widerstandsgruppe, die kämpft, um ihr Land und ihr Volk zu schützen“, und erklärte ferner, der Westen möge in der Schuld Israels stehen, die „Türkei schuldet Israel nichts“. Im Zuge des mit dem Terrorangriff ausgebrochenen Kriegs in Israel und Gaza warf Erdoğan Israel „Kriegsverbrechen“ im Gazastreifen vor. Der israelische UN-Botschafter Gilad Erdan bezeichnete Erdoğan daraufhin als „Schlange“ und „Antisemiten“. Israel zog seine Diplomaten aus der Türkei ab, um eine „Neubewertung“ der Israelisch-türkische Beziehungen vorzunehmen. Im Mai 2024 ließ Erdoğan wegen der israelischen Angriffe im Gazastreifen die Handelsbeziehungen zu Israel einstellen.

### Haltung zur türkischen Diaspora
Eines der Merkmale von Erdoğans Politik ist die Erhaltung der Verbundenheit zur türkischen Diaspora, insbesondere in Europa. Erdoğan befürwortet zwar eine Integration türkischer Migranten in Gesellschaft und Kultur des Aufnahmelandes, lehnt jedoch eine „Assimilation“ ab. Diese Haltung machte er bei seinem Deutschland-Besuch im Februar 2008 deutlich. Dort bezeichnete Erdoğan die Assimilation türkischer Einwanderer in Deutschland als „Verbrechen gegen die Menschlichkeit“, warb aber für deren Integration, unter anderem durch Erlernen der deutschen Sprache. Kurz zuvor hatte Erdoğan bereits in einer Diskussionsrunde mit Bundeskanzlerin Merkel die Schaffung türkischer Schulen und Universitäten in Deutschland angeregt, da derartige deutsche Einrichtungen in der Türkei bereits existierten.
Diese Aussagen Erdoğans lösten heftigen Widerspruch in Deutschland aus, nachdem dessen Rede auf der Trauerfeier für die Opfer der Brandkatastrophe von Ludwigshafen noch als positiv wahrgenommen worden war. Nachdem seine Vorschläge bei Kanzlerin Merkel auf Ablehnung gestoßen waren, verschärfte Erdoğan im Jahr 2010 seine Rhetorik: „Warum dieser Hass gegen die Türkei? Ich verstehe es nicht. Das hätte ich von der Bundeskanzlerin Merkel nicht erwartet. Ist die Türkei ein Prügelknabe?“
Erdoğan versucht außerdem, Beziehungen zu türkischstämmigen Politikern in europäischen Ländern aufzubauen. Im Februar 2010 lud er türkischstämmige Politiker aus mehreren europäischen Ländern nach Istanbul ein. Zahlreiche Parlamentarier folgten seiner Einladung. Einige deutsche Abgeordnete schlugen die Einladung aus (so z. B. die Parlamentarier Sevim Dağdelen, Memet Kılıç und Özcan Mutlu). Während der Veranstaltung forderte Erdoğan die Politiker Medienberichten zufolge eindringlich dazu auf, die politischen Interessen der Türkei in den verschiedenen europäischen Ländern aktiv zu vertreten. Politische Einflussnahme im Sinne der Türkei sei durch den Erwerb der Staatsbürgerschaft des Gastlandes zu erreichen. Laut Recherchen der Zeitung Welt Online war die Veranstaltung entgegen Erdoğans üblichen Auftritten vor der Öffentlichkeit geheim gehalten worden.
Im Februar 2011 forderte Erdoğan Türken in Deutschland in einer Rede in Düsseldorf dazu auf, ihre Kinder zunächst die türkische und erst danach die deutsche Sprache erlernen zu lassen. Diese Forderung stieß bei deutschen Politikern auf Ablehnung, da das frühe Erlernen der deutschen Sprache Grundvoraussetzung für eine erfolgreiche Integration sei.
Nach der Armenien-Resolution des deutschen Bundestages griff Erdoğan im Frühjahr 2016 elf türkischstämmige Bundestagsabgeordnete persönlich an: Er beschuldigte sie der Nähe zur PKK und zog ihre türkische Abstammung in Zweifel.

### Bezugnahme auf das Osmanische Reich

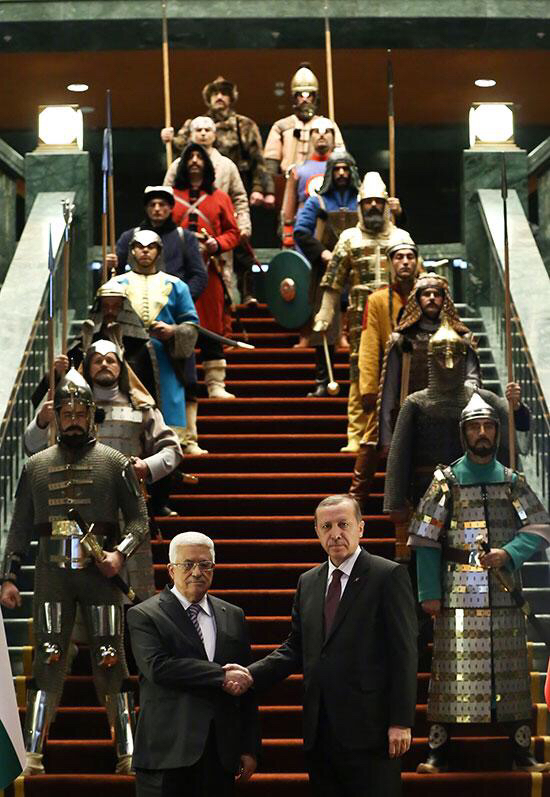
Empfang für Mahmud Abbas, den Präsidenten des Staates Palästina, mit kostümierten Repräsentanten historischer Turkstaaten, 2015 in Ankara

Aktuell bezieht sich Erdoğan in seinen Reden häufiger auf die osmanische Vergangenheit seines Landes. Am 10. November 2016 sagte er in einer Rede zum 78. Todestag Kemal Atatürks:

„Wir werden nicht Gefangene auf 780.000 Quadratkilometern sein. […] Unsere Brüder auf der Krim, im Kaukasus, in Aleppo und Mossul mögen jenseits der physischen Grenzen sein, aber sie sind innerhalb der Grenzen unserer Herzen.“

Auch in anderen Reden stellte Erdoğan die heutigen Grenzen indirekt immer wieder in Frage. So spielte er auf den Widerstand gegen den Vertrag von Lausanne von 1923 an, bei dem die Türkei die derzeitigen Grenzen „nicht freiwillig akzeptiert habe“.

„Im Vertrag von Lausanne haben wir Inseln weggegeben. So nah, dass wir eure Stimmen hören können, wenn ihr hinüberruft. Das waren unsere Inseln. Dort sind unsere Moscheen.“

Aktuell werden Erdoğans Bezüge auf die Vergangenheit eher als populistischer Versuch angesehen, den Einfluss auf türkische Minderheiten außerhalb des Staatsgebiets der Republik Türkei zu vergrößern.

## Kontroversen

### Kontroversen um deutsche Satirebeiträge
Am 17. März 2016 sendete das NDR-Satiremagazin extra 3 ein Erdoğan-kritisches Lied mit dem Titel Erdowie, Erdowo, Erdogan. Laut Recherchen des Magazins Der Spiegel wurde daraufhin der deutsche Botschafter in der Türkei, Martin Erdmann, in das türkische Außenministerium einbestellt. Hierbei wurde unter anderem verlangt, die Bundesregierung möge die weitere Verbreitung der Satire unterbinden. Dieses Vorgehen rief in der deutschen und der europäischen Medienöffentlichkeit breite Kritik hervor. Das Auswärtige Amt teilte mit, Botschafter Erdmann habe in einem Gespräch mit Unterstaatssekretär Murat Esenli deutlich gemacht, „dass Rechtsstaatlichkeit, die Unabhängigkeit der Justiz und der Schutz grundlegender Freiheiten, einschließlich der Presse- und Meinungsfreiheit, hohe Güter seien, die gemeinsam geschützt werden müssten“. Ferner habe er bereits in der Vorwoche darauf hingewiesen, dass politische Satire in Deutschland von der Presse- und Meinungsfreiheit gedeckt sei „und es deshalb weder eine Notwendigkeit noch die Möglichkeit für ein Handeln der Bundesregierung gibt“.
In seiner Sendung Neo Magazin Royale am 31. März 2016 verarbeitete Jan Böhmermann die Debatte mit der Präsentation des Gedichts Schmähkritik, die die Grenze zwischen erlaubter Satire und strafbarer Schmähkritik auslotete. Der Text des Gedichtes, der unter anderem von Angela Merkel als „bewusst verletzend“ bezeichnet wurde, provozierte diplomatische, juristische und politische Debatten.

### Äußerungen über „den Westen“
Anlässlich eines Treffens der Organisation für Islamische Zusammenarbeit in Istanbul erhob Erdoğan im November 2014 Vorwürfe gegen den Westen. Dieser habe es nur auf Öl, Gold, Diamanten und die billigen Arbeitskräfte in der islamischen Welt abgesehen: „Sie lieben die Muslime nicht“, sondern nur „Öl, Gold, Diamanten“. „Sie sehen wie Freunde aus, aber sie wollen uns tot sehen, sie mögen es, unsere Kinder sterben zu sehen.“ An demselben Tag begann Papst Franziskus einen mehrtägigen Besuch in der Türkei.
In seiner Rede anlässlich des 562. Jahrestages der Eroberung Konstantinopels am 29. Mai 1453 durch Sultan Mehmed II. sagte Erdoğan vor einer Million Zuhörer 2015:

„Eroberung heißt Mekka. Eroberung heißt Sultan Saladin, heißt, in Jerusalem wieder die Fahne des Islams wehen zu lassen.“

Nach einem Urteil des Europäischen Gerichtshofs (EuGH), das Arbeitgebern das Recht zuspricht, neben politischen auch religiöse Symbole am Arbeitsplatz verbieten zu können, sprach Erdoğan von einem Kreuzzug des EuGH gegen den Halbmond.

### Kontroverse um die Entdeckung Amerikas
Am 15. November 2014 wurde Erdoğan mit der Äußerung zitiert, dass Muslime 1178 – mehr als drei Jahrhunderte vor Christoph Kolumbus – Amerika entdeckt hätten. Dies äußerte er auf einer Konferenz von Muslim-Führern aus Lateinamerika in Istanbul. Erdoğan begründete seine Behauptung mit einem metaphorischen Tagebucheintrag von Kolumbus, in dem dieser eine Moschee auf einem kubanischen Hügel erwähnt. Erdoğan sagte weiter, er sei willens, eine Moschee an dem von Kolumbus bezeichneten Ort auf Kuba zu errichten.

### Äußerungen zum Grubenunglück in Soma
Beim Grubenunglück von Soma im Mai 2014 reiste Ministerpräsident Erdoğan an den Unglücksort, erzürnte aber mit seiner dortigen Ansprache viele der Anwesenden, weil er u. a. erklärte, dass derlei Arbeitsunfälle „überall auf der Welt“ passierten, und dazu auch auf Bergwerksunglücke in England aus dem 19. Jahrhundert (1862, 1866 und 1894) mit ähnlichen Opferzahlen verwies.

### Gescheiterte Verleihung des Steiger Awards
Am 17. März 2012 sollte Erdoğan in Bochum mit dem Steiger Award „für 50 Jahre deutsch-türkische Freundschaft stellvertretend für das türkische Volk“ in der Kategorie Europa geehrt werden, sagte die Reise nach Deutschland jedoch am selben Tag ab, weil beim Absturz eines Militärhubschraubers in Afghanistan zwölf türkische Soldaten ums Leben gekommen waren. Trotz Erdoğans Absage protestierten in Bochum mehr als 22.000 Menschen, darunter Aleviten, Kurden und Armenier, gegen den türkischen Ministerpräsidenten. In Deutschland lebende Aleviten warfen Erdoğan die Unterdrückung ihres Glaubens vor. Die Preisverleihung sei ein „Schlag ins Gesicht aller Minderheiten in der Türkei“.
Im Vorfeld hatten auch der Deutsche Journalisten-Verband, die Bundesarbeitsgemeinschaft der Immigrantenverbände, die Organisation Reporter ohne Grenzen sowie Politiker der CSU und der Grünen die Verleihung wegen Unterdrückung der Meinungs- und Pressefreiheit unter der Präsidentschaft Erdoğans in der Türkei kritisiert.

### Eklat beim Weltwirtschaftsforum in Davos
Beim Weltwirtschaftsforum 2009 in Davos (Schweiz) kam es während einer Podiumsdiskussion zu einem Eklat. Israels Präsident Schimon Peres verteidigte das Vorgehen seines Staates im Gazastreifen und fragte Erdoğan, wie er auf einen fortlaufenden Raketenbeschuss Istanbuls reagiert hätte. Als der Moderator mit Hinweis auf die abgelaufene Zeit der Diskussionsrunde Erdoğan erst nicht mehr weiter zu Wort kommen ließ, reagierte dieser verärgert und rief: „One Minute(s)! One Minute(s)!“ Daraufhin gab ihm der Moderator wieder das Wort. Erdoğan kritisierte Israels Vorgehen gegen die palästinensische Bevölkerung und warf der israelischen Regierung vor, bewusst unschuldige Zivilisten und Kinder getötet zu haben. Währenddessen versuchte der Moderator immer wieder, Erdoğans Rede zu beenden. Erdoğan erklärte, dass die Verteilung der Redezeiten ungerecht gewesen sei, und verließ das Rednerpodium, auf dem sich neben Schimon Peres auch der Generalsekretär der Vereinten Nationen Ban Ki-moon und der Generalsekretär der Arabischen Liga Amr Mussa befanden.

### Zweifel am akademischen Grad
Nach seiner offiziellen Biographie und vorgelegtem Dokument besitzt Erdoğan einen Abschluss in Wirtschafts- und Verwaltungswissenschaften von der Marmara-Universität aus dem Jahr 1981. Verschiedene Fakten wurden gegen dessen Authentizität angeführt:
- Das Institut für Wirtschafts- und Verwaltungswissenschaften wurde unter diesem Namen erst 1982 gegründet.
- Der Dekan und der Rektor, die vorgeblich das Diplom unterschrieben haben, waren erst ab 1982 im Amt.[239]
- Die auf der Urkunde verwendete Schriftart soll 1981 noch nicht auf dem Markt gewesen sein.[239]
- Die Nahverkehrsgesellschaft der Stadt Istanbul gibt auf ihrer Internetseite an, dass Erdoğan bis 1981 als Vollzeitbeschäftigter bei ihr angestellt war.[239]

Im Hintergrund dieser Vorwürfe steht der Umstand, dass bei der Gründung der Marmara-Universität 1982 die İstanbul İktisadi ve Ticari İlimler Akademisi, 1883 als Hamidiye Ticaret Mekteb-i Âlisi gegründet, an der Erdoğan studiert hatte, Kern dieser neuen Universität wurde und als Fakultät in diese eingegliedert wurde.
Die mangelnde Authentizität des Hochschulabschlusses ist ein Problem, weil Erdoğan laut Verfassung sein Diplom vor der Wahl zum Staatspräsidenten zur Prüfung hätte vorlegen müssen. Der Verband der türkischen Hochschulprofessoren bezweifelte, dass Erdoğans Zeugnis diesem Anspruch genügt.
Der Vorwurf der Urkundenfälschung wurde von den Oppositionsparteien Milliyetçi Hareket Partisi (MHP) und Halkların Demokratik Partisi (HDP) schon zu Beginn der Präsidentschaft erhoben.

### Diplomatisches Auftreten im Zuge des Wahlkampfes im Jahr 2017
Im März 2017 kam es wegen des Wahlkampfs um das Referendum zur Einführung des Präsidialsystems in der Türkei zu einem heftigen öffentlichen Streit über die Auftritte (bzw. deren Auftrittsverbote) von türkischen Ministern in verschiedenen Ländern Europas und führte insbesondere in den Niederländisch-türkischen Beziehungen wie auch in den deutsch-türkischen Beziehungen zu einem diplomatischen Zwischenfall.
Anlässlich des Verfassungsreferendums am 16. April 2017 besuchten mehrere türkische Politiker vor ihren Wahlkampfauftritten verschiedene Orte in Deutschland, da als türkische Diaspora 1,4 Millionen wahlberechtigte Türken in Deutschland leben und Auftritte türkischer Spitzenpolitiker in den vorherigen Jahren vor Türkeistämmigen in Deutschland stattgefunden hatten. Nachdem aber ab März 2017 mehrere Wahlkampfauftritte türkischer Regierungsvertreter in Deutschland von Seiten der deutschen Behörden offiziell aus Sicherheits- und Organisationsproblemen abgesagt wurden, wandte sich Erdoğan daraufhin in einer Wahlkampfrede in der Türkei an Deutschland: „Eure Praktiken unterscheiden sich nicht von den früheren Nazi-Praktiken“.
Nachdem im März 2017 ein ursprünglich geplanter Wahlkampfauftritt des türkischen Außenministers Mevlüt Çavuşoğlu vorerst in den Niederlanden abgesagt worden war, drohte die türkische Regierung öffentlich mit Sanktionen. Dann beschloss der niederländische Ministerpräsident Mark Rutte, Wahlkampfauftritte türkischer Spitzenpolitiker in den Niederlanden vorerst nicht weiter zu erlauben und die türkische Familienministerin Fatma Betül Sayan Kaya, die in den Niederlanden Wahlkampf betrieb, als Persona non grata zu erklären und sie deshalb des Landes zu verweisen. Daraufhin sprach Erdoğan bei einem Wahlkampfauftritt in der Türkei diesbezüglich von Faschisten und Nazinachkommen in den Niederlanden. Zu Angela Merkel, die daraufhin Rhetoriken kritisierte, die den Nationalsozialismus verharmlosen und sich deshalb solidarisch mit den Niederlanden erklärte, sagte er: „Schande über Dich!“ […] „Verehrte Merkel, Du unterstützt Terroristen“.

### Aufruf zu Boykott französischer Waren und erneute Beleidigung europäischer Staats- und Regierungschefs
Nachdem der französische Präsident Emmanuel Macron im Oktober 2020 im Zuge eines Mordanschlags in Paris die Veröffentlichung von Mohammed-Karikaturen verteidigte, rief Erdoğan zu einem Boykott französischer Waren auf, bezeichnete die europäischen Staats- und Regierungschefs als Faschisten und behauptete, Muslime in Europa seien einer Lynchkampagne ausgesetzt, die mit der Verfolgung der Juden vor dem Zweiten Weltkrieg vergleichbar sei. Die Provokationen gegen Macron setzte er in den darauf folgenden Monaten fort.

### Rezitation eines Gedichtes zur Spaltung des Irans
Erdoğan rief nach im Iran verbreiteter Auffassung durch eine Rezitation eines Gedichtes zur Spaltung des Irans auf. Das Gedicht beklagt, wie der Fluss Aras die aserbaidschanisch sprechenden Menschen im Iran von Aserbaidschan getrennt hat. Das Gedicht bediene die pantürkische Doktrin, die die Vereinigung aller Türken anstrebt, einschließlich der im Iran lebenden. „Sie haben den Fluss Aras getrennt und ihn mit Steinen und Stäben gefüllt. Ich will nicht von euch getrennt werden. Sie haben uns gewaltsam getrennt“, heißt es in dem Gedicht. „Erdoğan hat seine Grenzen überschritten und offenbar vergessen, wohin er sich in der Nacht des Putsches 2016 gewandt hatte“, twitterte ein Vertreter von Täbris im Parlament. Im Dezember 2020, unterzeichneten 225 der 290 iranischen Parlamentsabgeordneten eine Erklärung, die während einer im Fernsehen übertragenen Sitzung verlesen wurde und in der die Äußerungen von Erdoğan, die die iranischen Parlamentarier „überraschend und inakzeptabel“ fanden, „scharf verurteilt“ wurden. „Aserbaidschan wird nicht von Ayatollah Khamenei, der Revolution und dem Iran getrennt werden“, erklärten sie in Anspielung auf den iranischen Obersten Führer und riefen zur Einheit aller muslimischer Nationen auf.

### Eigenes Anwesen bei Marmaris
Im Juli 2021 sind Bilder einer nordwestlich von Marmaris liegenden Residenz, eines 300 Zimmer umfassenden Gebäudekomplexes im neo-osmanischen Stil, das übereinstimmenden Berichten zufolge 62 Millionen Euro gekostet hat, an die Öffentlichkeit gelangt (Lage). Die Liegenschaft, für die zehntausende Bäume in einer Bucht gefällt werden mussten, war bereits 2019 erbaut worden und seitdem vor der Öffentlichkeit abgeschirmt worden. Laut Berichten hat Erdoğan dort bereits Gäste empfangen.

### Angriffe gegen Sezen Aksu
Im Januar 2022 forderte Erdoğan in einer Moschee, Menschen wie der türkischen Popsängerin Sezen Aksu, die ein satirisches Lied über Adam und Eva (im Islam als heilig angesehen) veröffentlicht hatte, die „Zungen herauszureißen“. Außerdem marschierten islamistische Erdoğan-Anhänger zum Protest vor Aksus Haus auf. Die staatliche Rundfunkbehörde RTÜK ordnete an, dass das Lied in türkischen Medien nicht mehr gespielt werden dürfe. Für diese Aggressionen wurde Erdoğan Hassrede vorgeworfen, und zahlreiche türkische Künstler solidarisierten sich mit Aksu.

### Verpachtung türkischer Buchten
Im März 2022 setzte unter Erdoğans Präsidentschaft durch eine Verpachtung türkischer Buchten an regierungsnahe Unternehmer eine Privatisierung öffentlicher Räume ein. Bei den ersten vier Buchten lagen zwischen Ausschreibung und Vergabe wenige Tage, was sich Privatinvestoren zunutze machten, um sich die Zuschläge zu sichern. Obwohl in den Buchten viele archäologische Stätten liegen, wurde außerdem keine Machbarkeitsstudie, was die Einrichtung von Mooring-Bojen betrifft, durchgeführt. Dies wurde ebenfalls kritisiert.

### Verbindung zwischen Erdogans Politik und organisierter Kriminalität
Der Journalist Can Dündar berichtet, dass YouTube-Videos des bekannten Mafiabosses Sedat Peker im Sommer 2024 die Machtzentrale der Türkei erschütterten. Peker behauptet, Beweise zu besitzen, dass das Umfeld von Präsident Recep Tayyip Erdoğan mit der Mafia zusammenarbeitet; die Politik und die organisierte Kriminalität seien eng miteinander verflochten. Seit 2021 veröffentlicht Peker regelmäßig Videos auf Youtube, in denen er seine Anschuldigungen darlegt.
Nach Ansicht der Menschenrechtsanwältin Çalıkuşu setzt das Erdoğan-Regime die Mafia gezielt ein: „Damit erhöhen sie ihre Macht und festigen zugleich ihr autoritäres, repressives Regime auf brutale Weise. Sie verbreiten Angst und Schrecken.“ Nach dem neunten Video Pekers, in dem er unverhohlene Drohungen an Präsident Erdoğan richtete, ohne dessen Namen explizit zu nennen, verstummte Peker. Das angekündigte zehnte Video erschien nicht mehr. Beobachter vermuten, dass die diplomatische Annäherung zwischen der Türkei und den Vereinigten Arabischen Emiraten, wo sich Peker aufhielt, zu seinem Schweigen führte.

## Auszeichnungen
- 26. Januar 2004: Ehrendoktorwürde der St. John’s University[267]
- 29. Januar 2004: „Profile of Courage“, Auszeichnung durch den American Jewish Congress;[268] wurde wegen Äußerungen zu Israel, zum Zionismus und zum Nahostkonflikt später wieder zurückgefordert
- 10. Juni 2005: „Courage to care“ für das türkische Volk, verliehen von der Anti-Defamation League (ADL)[269]
- 1. Juni 2006: Russische Staatsmedaille der Republik Tatarstan, überreicht von Sergei Lawrow im Namen Wladimir Putins[270]
- 25. März 2008: Ehrendoktorwürde der Universität Sarajevo[271]
- 10. Mai 2009: Avicenna-Preis der Allianz der Zivilisationen, die von Erdoğan und José Luis Rodríguez Zapatero gegründet worden war[272]
- 29. Oktober 2009: Auszeichnung mit dem Nishan-e-Pakistan durch den Präsidenten Pakistans Asif Ali Zardari[273]
- 2010: König-Faisal-Preis
- 2010: Internationaler Gaddafi-Preis für Menschenrechte, überreicht vom libyschen Staatsoberhaupt Muammar al-Gaddafi[274]
- 16. März 2011: Ehrendoktorwürde des Staatlichen Moskauer Instituts für Internationale Beziehungen[275]
- 11. April 2012: Ehrendoktorwürde der Fremdsprachenuniversität Shanghai[276]
- November 2012: Ehrendoktorwürde der durch sein Kabinett 2006 gegründeten Recep Tayyip Erdoğan-Universität[277]
- 5. Juli 2013: Ehrendoktorwürde der Universität Algier[278]
- Juni 2016: Ehrendoktorwürde der Makerere-Universität in Kampala, Uganda[279]

Erdoğan ist außerdem Ehrenbürger von Abidjan, Mamusha, Novi Pazar, Teheran, Seoul und Prizren.

## Rezeption
Die Rezeption von Erdogans Politik und Wirtschaftsstrategien wird laut Mustafa Akyol vom Cato Institute oftmals kritisiert. Kritiker argumentieren, dass seine Wirtschaftspolitik, die auf niedrigen Zinssätzen basiert, zu einer schwerwiegenden wirtschaftlichen Krise geführt hat. Die rapiden Abwertungen der türkischen Lira sowie eine hohe Inflationsrate werden als direkte Folge seiner Entscheidungen angesehen. Erdogans autoritärer Führungsstil und die Einschränkung der Pressefreiheit haben international Besorgnis ausgelöst. Andere verurteilen auch seine zunehmende Kontrolle über staatliche Institutionen und Medien. Die Opposition wirft ihm zudem vor, Minderheitenrechte zu vernachlässigen und die Demokratie zu untergraben.

## Nach Erdoğan benannte Gebäude und Einrichtungen
- Recep Tayyip Erdoğan-Krankenhaus in Mogadishu, Somalia
- Recep Tayyip Erdoğan Stadı (Fußballstadion), Istanbul
- Recep Tayyip Erdoğan-Universität, Rize
- Recep Tayyip Erdoğan-Park in Esenyurt, Istanbul
- Recep Tayyip Erdoğan-Park in Ostim, Ankara
- Recep Tayyip Erdoğan-Krankenhaus in Muzaffargarh, Pakistan

## Theaterstück
Im Jahr 1975 verfasste Erdoğan das von Kritikern als antisemitisch bewertete Theaterstück Mas-Kom-Yah. Er wirkte bei Aufführungen als Regisseur und Schauspieler mit.

## Veröffentlichungen
Bücher
- Küresel barış vizyonu. Medeniyetler İttifakı Enstitüsü, 2012, ISBN 978-605-5952-38-9.
- Daha Adil Bir Dünya Mümkün. Turkuvaz Kitap, Istanbul 2021, ISBN 978-625-7548-08-3.
- A Fairer World is Possible: A Proposed Model for a United Nations Reform. Turkuvaz Kitap, Istanbul 2021, ISBN 978-625-7548-19-9.

## Film
- Reis, 2017